# Gruzie
Gruzie (gruzínsky საქართველო, Sakartvelo) je stát na rozhraní jihovýchodní Evropy a jihozápadní Asie. Přináleží do kavkazského regionu; na západě ho ohraničuje Černé moře, na severu a severovýchodě Rusko, na jihozápadě Turecko, na jihu Arménie a na jihovýchodě Ázerbájdžán. Na území Gruzie se nacházejí dva de facto nezávislé regiony, Abcházie a Jižní Osetie, které získaly omezené mezinárodní uznání po rusko-gruzínské válce. Gruzie je hornatá země s pohořím Velký Kavkaz na severu; podnebí je vlhké subtropické na západě a středomořské na východě. Na ploše asi 70 000 km² žije 3,7 milionu obyvatel, z nichž více než třetina v hlavním a největším městě Tbilisi. Mezi další velká města patří Batumi, Kutaisi a Rustavi. Většinu obyvatel země tvoří Gruzíni, největšími etnickými menšinami jsou Ázerbájdžánci a Arméni. Úředním jazykem je gruzínština, přes čtyři pětiny obyvatel se hlásí k gruzínské pravoslavné církvi.
Gruzie byla osídlena již v pravěku a na jejím území se nacházejí nejstarší známá naleziště vinařství, těžby zlata a textilního průmyslu. V antice tu vzniklo několik království, například Kolchida a Ibérie, která vytvořila jádro moderního gruzínského státu. Na počátku 4. století Gruzínci oficiálně přijali křesťanství, což přispělo k jejich sjednocení pod Gruzínské království (1008–1490). Zlatého věku dosáhla Gruzie v období vrcholného středověku za vlády krále Davida IV. a královny Tamary. Od 15. století království upadalo a rozpadalo se pod tlakem různých regionálních mocností, včetně Mongolů, Osmanské říše a Persie, než bylo od roku 1801 postupně připojeno k Ruskému impériu.
Po ruské revoluci v roce 1917 byla Gruzie krátkou dobu nezávislou republikou pod německou ochranou, ale v roce 1921 byla napadena a anektována Rudou armádou a stala se jednou z republik Sovětského svazu. V 80. letech 20. století se rychle rozrostlo hnutí za nezávislost, které v dubnu 1991 přineslo odtržení Gruzie od Sovětského svazu. Po většinu následujícího desetiletí se země potýkala s hospodářskou krizí, politickou nestabilitou a separatistickými válkami v Abcházii a Jižní Osetii. Po pokojné Revoluci růží v roce 2003 Gruzie výrazně prosazovala prozápadní zahraniční politiku a zavedla řadu demokratických a hospodářských reforem zaměřených na integraci do Evropské unie a Severoatlantické aliance. Tato západní orientace vedla ke zhoršení vztahů s Ruskem, které vyvrcholilo rusko-gruzínskou válkou v roce 2008 a pokračující ruskou okupací částí Gruzie.
Gruzie je unitární parlamentní republikou s prezidentem jako ceremoniální hlavou státu, zákonodárným orgánem je jednokomorový parlament. Jedná se o rozvojovou zemi s rozvíjející se tržní ekonomikou, v indexu lidského rozvoje zaujímá 60. místo. Rozsáhlé ekonomické reformy od roku 2003 vedly k jednomu z nejsvobodnějších podnikatelských prostředí na světě, větší ekonomické svobodě a transparentnosti a k jednomu z nejrychlejších temp růstu hrubého domácího produktu. Gruzie je členem Organizace spojených národů, Světové obchodní organizace, Rady Evropy, Evropské banky pro obnovu a rozvoj, Organizace pro bezpečnost a spolupráci v Evropě, regionálního seskupení GUAM; je kandidátem na členství v Evropské unii,  ačkoliv Evropská unie v červenci 2024 jednání kvůli politické situaci v zemi pozastavila.

## Název
Gruzínsky zní název země Sakartvelo. V některých jazycích se Gruzie řekne Georgia (například anglicky) nebo Georgie(n), podle jedné z teorií podle patrona země svatého Jiří (řecky Georgios). Název „Gruzie“ pochází z ruštiny (Грузия – Gruzija). Gruzie proto v roce 2009 požádala pobaltské republiky, aby ruský název nepoužívaly a přešly na doporučené jméno Georgia pro estonštinu a Georgija pro litevštinu.

## Dějiny

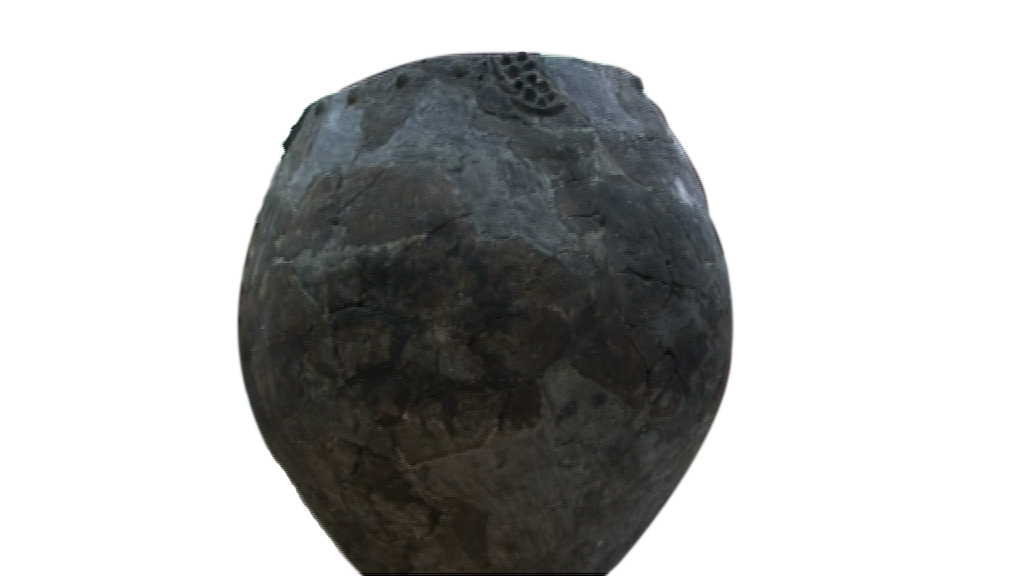
Pohár kultury Šulaveri-Šomu

Na základě vykopávek v oblasti Dmanisi v regionu Kvemo Kartli bylo dokázáno, že se předchůdci dnešních lidí v této oblasti vyskytovali již před 1,8 milionem let. V 6. tisíciletí př. n. l. Gruzii osídlil první zemědělský národ, tzv. kultura Šulaveri-Šomu, který se zabýval pěstováním obilí a ovoce, zejména vinné révy. V Gruzii byly nalezeny nejstarší důkazy o konzumaci vína v podobě 8000 let starých sklenic. Kultura rozvinula patrně též metalurgii.

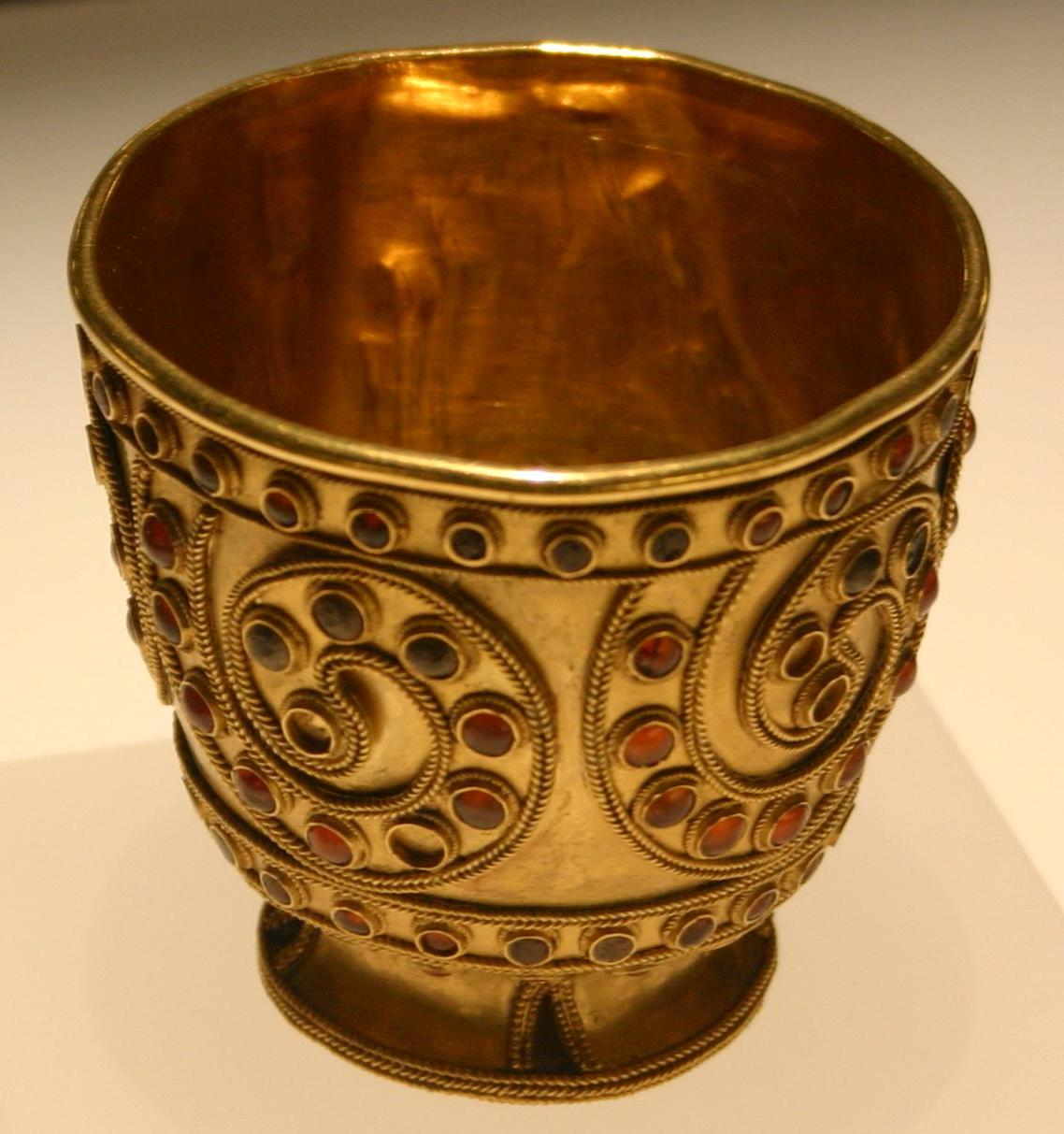
Zlatý pohár kultury Trialeti

Ve 4. až 3. tisíciletí př. n. l. ji vystřídala po vlně několika dosud neidentifikovaných kmenů Kura-arakská kultura. Ta byla ve 2. tisíciletí př. n. l. vytlačena novou kulturou Trialeti (či Trialeti-Vanadzor), která přinesla do oblasti pokročilejší znalosti stavby budov a architektury.
Na konci 2. tisíciletí př. n. l. se objevil nejstarší dosud známý státní útvar na území Gruzie: Diaochie. Jednalo se o rozsáhlý kmenový svaz, který vznikl kolem 12. století př. n. l. po rozpadu říše Chetitů a zaplnil mocenské vakuum v oblasti. Existence Diaochie je doložena v písemnostech sousední říše Urartu.
Celá oblast se během této epochy vyhnula silnější kolonizaci ze strany Chetitů, Peršanů, Médie a Kimmerijců. Na tom měla zásluhu i dosavadní jednotnost kartvelských (gruzínských) kmenů, které se teprve v 1. tisíciletí př. n. l. začaly od sebe odlišovat a rozpadly se na Svany, Zany a Kartvelce, což vedlo ke vzniku několika různých jazyků: svanštiny, megrelštiny, lazštiny a gruzínštiny. Zatímco Svanové ovládli pohoří Velkého Kavkazu, Zanové (Megrelové a Lazové) osídlili pobřeží Černého moře a kartvelské kmeny se přesunuli do gruzínského vnitrozemí, zejména na východ země. Kvůli přerušeným kontaktům se tyto tři oddělené národy dále vyvíjely samostatně a daly vzniknout dvěma kolébkám gruzínské kultury a státnosti. Byly jimi království Kolchida a Kavkazská Ibérie.

### Kolchida a Kavkazská Ibérie

Starověké státy Kolchida a Kavkazská Ibérie

Bagrat III

Kolchidu dle řeckých bájí navštívil ve 2. tisíciletí př. n. l. Iásón s argonauty při cestě za Zlatým rounem. Během let 1000 a 550 př. n. l. pak Řekové pobřeží Kolchidy zkolonizovali a založili mnoho přístavů: Naessus, Pitijis, Dioscurias, Guenos, Fasis, Apsaros nebo Rizos. Udržovali s Kolchy přátelské styky. Řečtina se stala hlavní řečí Kolchidy.

Farnavaz I.

Ve 4. století př. n. l. byl vytvořen starověký gruzínský stát Kartli, který existoval do 6. století. Tento útvar je také nazýván Království Ibérie (Kavkazská Ibérie). Jejím nejvýznamnějším panovníkem byl král Farnavaz I. Dle tradice vytvořil tento král gruzínské písmo (užívané dodnes), což ale současní historikové považují za nepravděpodobné.
V 1. století obsadili území dnešní Gruzie Římané a učinili z ní jednu ze svých nejvýchodnějších provincií (Lazicum). Od 3. století si ovšem království Lazika na Římu vybojovalo značnou autonomii. Po rozdělení Říma na západní a východní část se království Lazika stalo formálně součástí Východořímské říše, neboli Byzance. Od prvních století našeho letopočtu se v Gruzii praktikoval Mithrův kult, tedy verze zoroastrismu. V roce 337 král Mirian III. přijal křesťanství jako státní náboženství, což dalo velký podnět k rozvoji literatury i umění a sehrálo klíčovou roli při formování sjednoceného gruzínského národa. Zoroastrismus ale nezmizel hned, až do 5. století byl druhým hlavním náboženstvím, zejména na východě země.
V dobách oslabování Byzantského impéria se tohoto území nejdříve zmocnili Sásánovci, později Arabové. Arabové přišli k hranicím iberského knížectví v roce 645 a donutili jeho eristaviho (knížete) Štěpána II. opustit byzantskou příslušnost a uznat arabského chalífu jako svého nového nadřízeného.
Z arabského vlivu se Ibérie vymanila až na počátku 9. století, když eristavi Ašot I. z jihozápadogruzínského rodu Bagrationů využil oslabení chalífátu (Arabské říše) a prohlásil svůj rod za novou dědičnou vládnoucí dynastii, opět pod patronátem Byzance. Jeho nástupce Ardanase IV. pak formálně ještě jako byzantský vazal přijal v roce 888 po více než 300leté odmlce iberskou královskou korunu. Korunován byl už ne jako vládce Ibérie, ale jako „král všech Gruzínců“. Jeho potomek Bagrat III. pak dokázal přibližně kolem roku 1000 sjednotit okolní rozdrobené feudální jednotky v Gruzii (zejm.Abchazské království a Bagratovská Ibérie) pod jedinou vládu a položil tak základ existence Gruzínského království.

### Gruzínské království

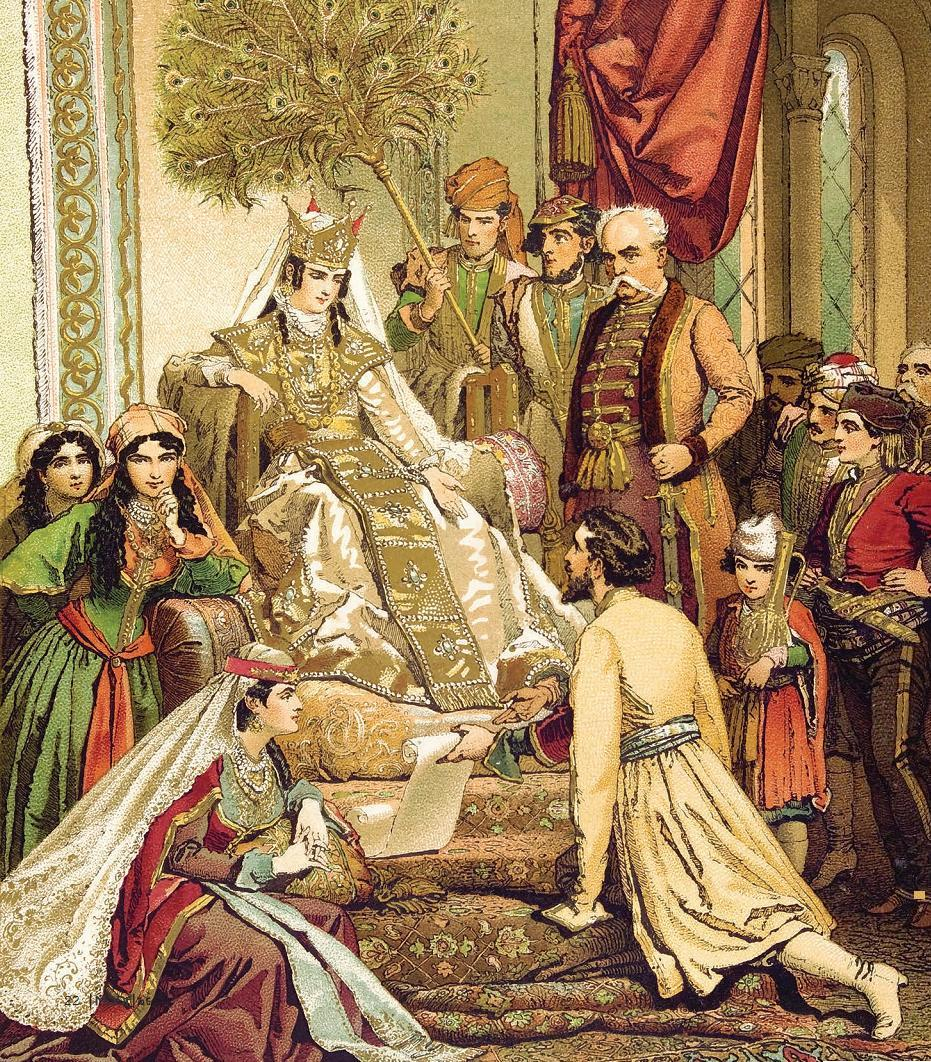
Šota Rustaveli skládá k nohám královny Tamary epos Muž v tygří kůži

Období vlády Bagrationů od konce 11. do počátku 13. století, zejména vláda Davida IV. (vládl 1089–1125) a jeho vnučky Tamary (1184–1213), patří k vrcholným epochám gruzínských dějin. David v roce 1121 rozhodným způsobem porazil mnohem větší tureckou armádu v bitvě u Didgori a znovu získal Tbilisi, od starověku držené muslimy. Za Tamařiny vlády Gruzie dominovala na celém Kavkaze a rozkládala se na velké části dnešního Ázerbájdžánu i Arménie a zasahovala až do východního Turecka a severního Íránu. Důkazem kulturního rozmachu na dvoře královny Tamary je i slavný epos Muž v tygří kůži, v němž je vyjadřována oddanost a láska ke královně. Toto zlaté období bylo násilně ukončeno mongolskou invazí. Z mongolské nadvlády vymanil Gruzii Jiří V. Zářivý. Ten byl posledním velkým králem sjednoceného gruzínského státu. Po jeho smrti místní vládci bojovali za nezávislost na centrální vládě až do úplného rozpadu království v 15. století. Poslední ránu jednotě Gruzie pak uštědřil středoasijský dobyvatel Tamerlán.

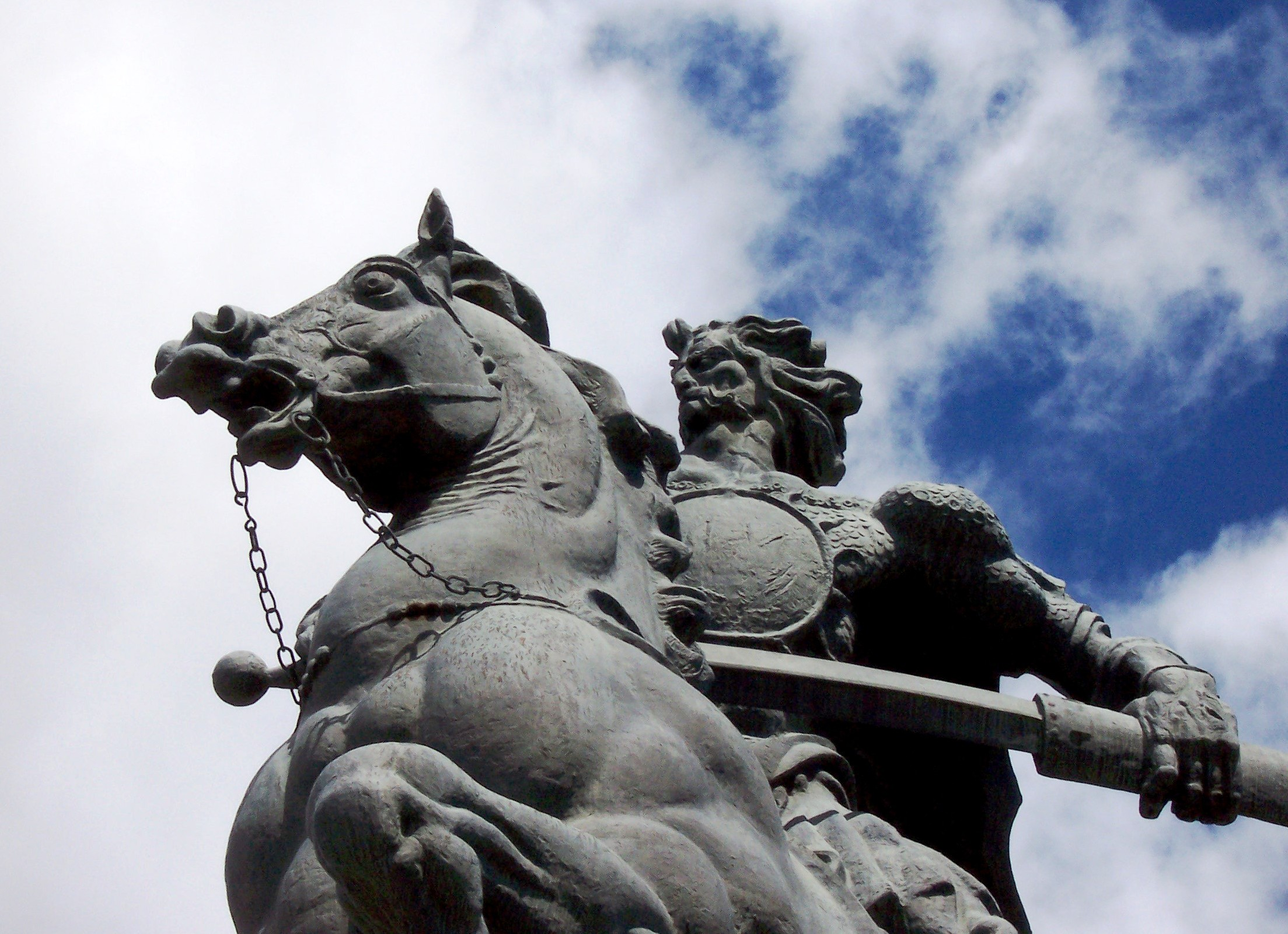
Giorgi Saakadze

Království se definitivně zhroutilo roku 1466. Vláda se rozdrobila mezi drobná knížectví (abchazské, kachetinské, eretínské, tao-klardžetské) a tři menší království – Imeretské, Kachetské a Kartlijské. Gruzie byla v ohrožení jak ze západu z Turecka, tak z východu z Persie – Turci a Peršané získávali postupně vliv v jednotlivých knížectvích. Pod nátlakem těchto dvou velkých impérií se podařilo část obyvatelstva islamizovat. V 17. století načas obnovil slávu Gruzie vojevůdce Giorgi Saakadze, ale po jeho zavraždění persko-turecká agrese ještě zesílila. V 18. století byl nejúspěšnější ve znovudobývání nezávislosti Erekle II. (či též Heraklius II.). Nakonec ale usoudil, že z tlaku Íránu a Osmanů je jedinou cestou podrobit se Rusku a v roce 1783 podepsal s Ruským impériem Georgijevskou smlouvu, která z jeho Kartlijsko-kachetského království činila ruský protektorát.

### Nadvláda Ruského impéria

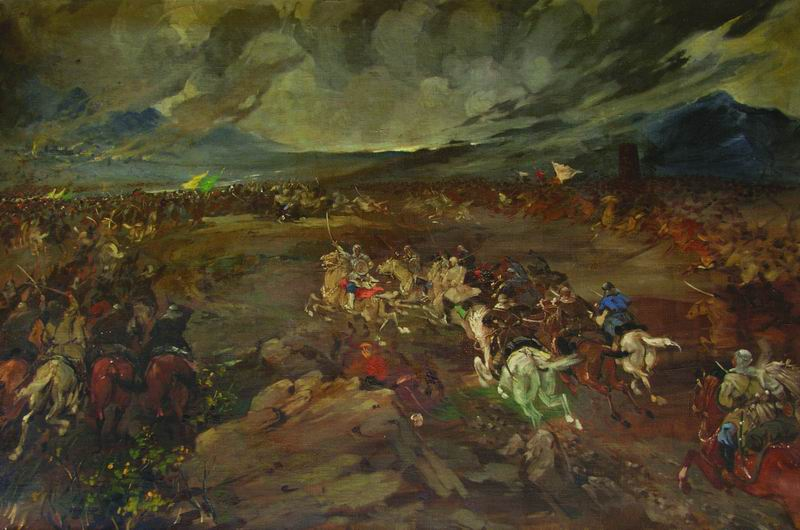
Bitva u Krcanisi

Iraklijovy naděje byly marné, Rusko ho zradilo. Nejenže neposkytlo žádnou pomoc, když Íránci vtrhli v roce 1795 do Gruzie a po osudové bitvě u Krcanisi vyplenili Tbilisi a zmasakrovali jeho obyvatele. V roce 1801 dokonce svrhli jeho bagrationskou dynastii, která byla deportována ze země. V létě roku 1805 ruské jednotky na řece Askerani poblíž Zagamu porazily íránskou armádu během rusko-perské války a začlenily Tbilisi do svého impéria. Ruská nadvláda nad východní Gruzií byla stvrzena v roce 1813 Gulistánskou smlouvou, kterou Rusové s Íránem uzavřeli. Poté bylo v roce 1810 i západogruzínské Imeretské království anektováno carem Alexandrem I. Poslední imeretský král a poslední gruzínský bagrationský vládce Šalomoun II. pak zemřel v exilu v roce 1815, po marných pokusech získat v zahraničí podporu a shromáždit vojsko proti Rusku.

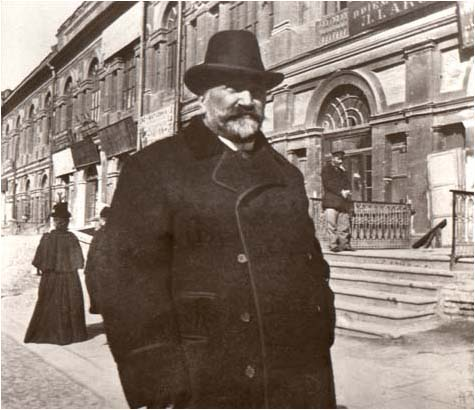
Ilja Čavčavadze

S Rusy kolaborovala zvláště gruzínská šlechta. Přesto se v roce 1832 malá skupina šlechticů pokusila o převrat a obnovu gruzínské monarchie. Příkladem kariéry Gruzínce v carských službách je slavný generál Pjotr Bagration. Do roku 1867 se podařilo Rusům anektovat zbylá gruzínská území pod osmanskou vládou, kromě přístavů Suchumi a Batumi, které získali až po rusko-tureckých válkách. Do konce 19. století vliv carství a rusifikace země natolik zesílil, že se obyvatelstvo začalo bouřit a začal růst gruzínský nacionalismus. Intelektuálním vůdcem tohoto odporu byl především Ilja Čavčavadze. Při ruské revoluci roku 1905 vypukl i v Gruzii ozbrojený boj, který vedli zejména menševici (umírnění sociální demokraté), jež se stali ústřední silou gruzínské politiky. Souběžně vypukla rolnická vzpoura v Gurii, potlačená až roku 1907. Toho roku byl také za záhadných okolností zavražděn Čavčavadze. V podezření byla carská tajná policie Ochranka, ale i gruzínští bolševici (již tehdy vedení Stalinem), kteří umírněného socialistu Čavčavadzeho rovněž nenáviděli.

### Zakavkazská a Gruzínská republika

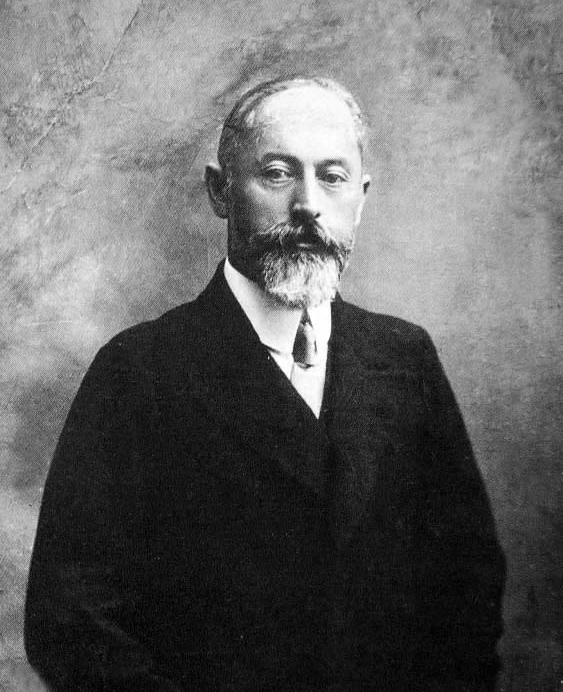
Noe Žordanija, gruzínský předseda vlády (1918–1921)

Po únorové revoluci roku 1917 gruzínští menševici pod vedením Noa Žordaniji zůstali věrní Prozatímní vládě v Petrohradě. Avšak když se říjnovou revolucí chopili v Rusku moci bolševici, Gruzínci již neviděli k loajalitě důvod. Byl ustanoven výbor Zakavkazský komisariát, což byla společná vláda nacionálních stran všech tří budoucích kavkazských sovětských republik. Ten rozhodl o odtržení od Ruska a vytvoření Zakavkazské demokratické federativní republiky. Existovala až do doby, než Ázerbájdžán začal požadovat politickou i ekonomickou orientaci na Turecko, s čímž nemohli představitelé Arménie a Gruzie souhlasit.

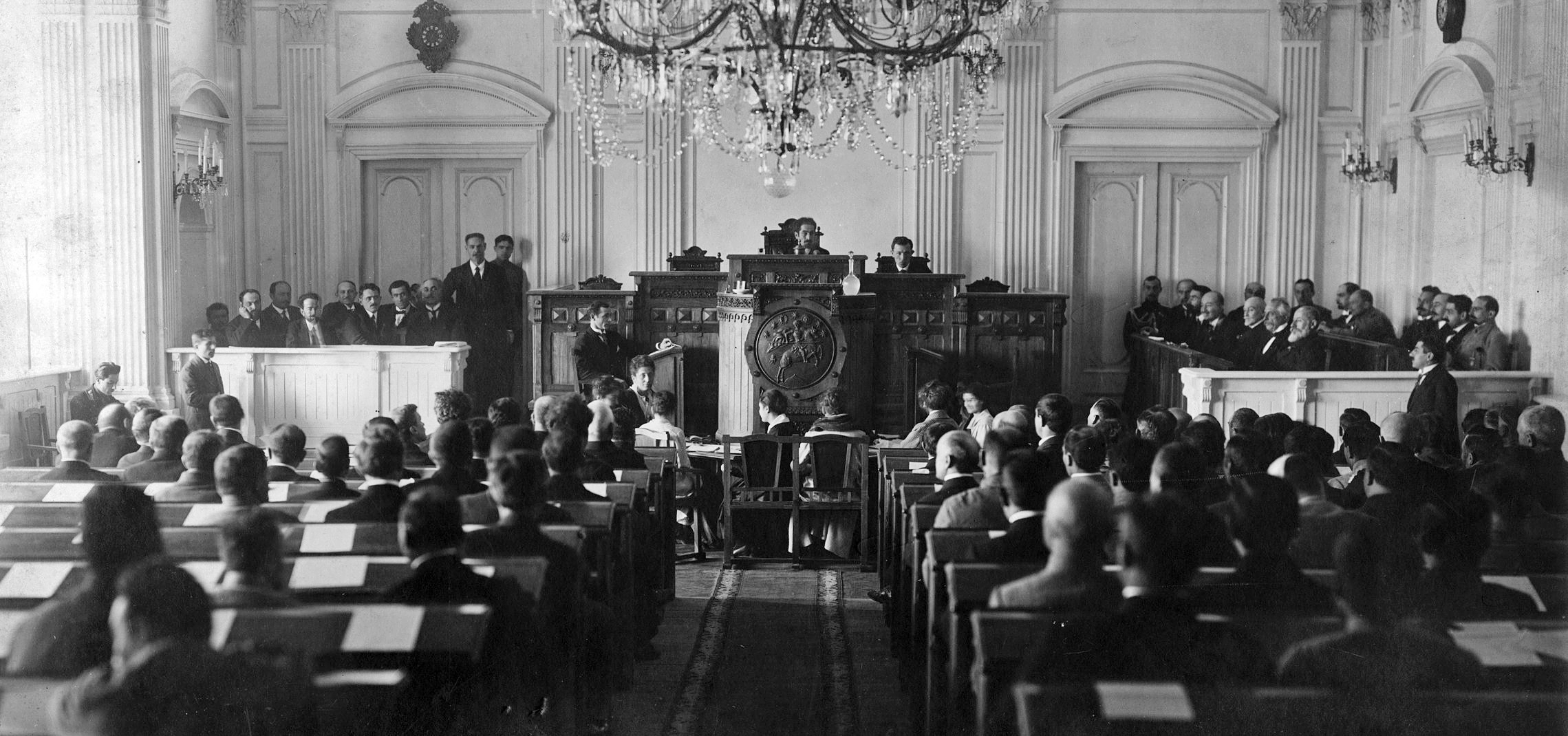
První gruzínský parlament (1918)

Gruzie se tak osamostatnila a 26. května 1918 vyhlásila Gruzínskou demokratickou republiku. Prezidentem se stal Nikolaj Čcheidze, premiérem Žordanija. Byla zrušena cenzura a uzákoněna svoboda slova. Byl zaveden demokratický pluralismus a parlamentarismus. Pasivní i aktivní volební právo získaly i ženy. V únoru 1919 se konaly první svobodné volby, umírnění sociální demokraté získali 81 procent hlasů. Byla zavedena osmihodinová pracovní doba a provedena pozemková reforma. Každý rolník dostal do soukromého vlastnictví pozemek dostatečně velký na to, aby zajistil potřeby své rodiny.
Krátká gruzínsko-arménská válka v roce 1918, která vypukla kvůli sporným územím, byla ukončena britskou intervencí. Gruzínci se také zapojovali do ruské občanské války podporou bělogvardějců.
Nová republika po svém vzniku požádala Německo o ochranu, čemuž bylo vyhověno, ale reálné dopady tento tah nikdy neměl. Roku 1920 byla podepsána mírová smlouva s RSFSR, kterou ruští bolševici uznali nezávislost Gruzie za podmínky, že bude povolena bolševická strana v Gruzii a zastavena pomoc bělogvardějcům. Ruské bolševické vedení ale porušilo veškeré smlouvy a Rudá armáda se nakonec zmocnila země silou.

### Sovětská okupace

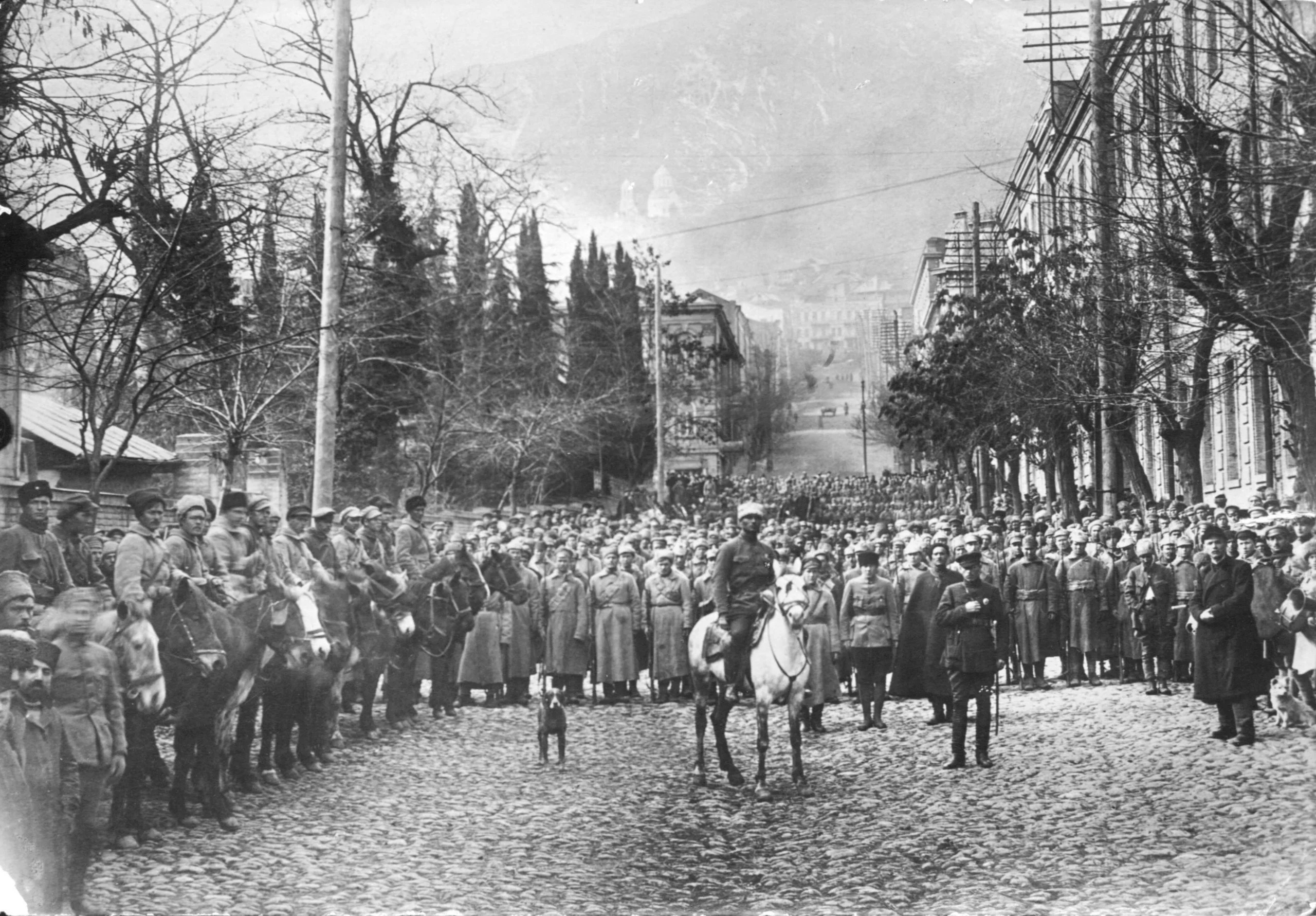
Rudá armáda v Tbilisi roku 1921

V únoru 1921 Rudá armáda přivedla místní bolševiky vedené Filippem Macharadzem k moci. Menševická vláda byla nucena uprchnout do francouzského exilu. Byla vyhlášena Gruzínská SSR. V rámci ní byla zřízena Adžarská ASSR na jihu, Abchazská ASSR na severozápadě a Jihoosetská autonomní oblast. Byl učiněn i pokus o integraci s Arménií a Ázerbájdžánem v Zakavkazskou SFSR, která se však 5. prosince 1936 rozpadla. 
V roce 1924 vypuklo protisovětské srpnové povstání, které bylo potlačeno. Jeho hrdinou byl především Kakuca Čolokašvili. V následných represích bylo zavražděno přes 10 tisíc Gruzínů, dalších 20 tisíc bylo deportováno na Sibiř.
Z Gruzie pocházel sovětský diktátor Josif Stalin a jeho blízcí spolupracovníci Sergo Ordžonikidze a Lavrentij Berija, který byl ve 30. letech neomezeným pánem Gruzie a od roku 1938 obávaným šéfem sovětské tajné policie NKVD. Za druhé světové války bojovalo v řadách Rudé armády 700 000 Gruzínců, polovina z nich padla. Gruzínské povstání na Texelu bylo poslední bitvou druhé světové války v Evropě.

Eduard Ševardnadze

Po zveřejnění Chruščovova odsouzení Stalina v roce 1956, vehnalo stalinistické politbyro gruzínských komunistů do ulic tisíce komsomolců, aby za Stalina demonstrovali – stálo to život téměř 100 mladých lidí. Předmětem diskusí je, nakolik měly tyto demonstrace nacionalistický charakter.
V 70. letech se do čela gruzínských komunistů dostal Eduard Ševardnadze. Když vypukly v roce 1978 v Gruzii demonstrace proti rusifikaci a na obranu gruzínštiny, postavil se Ševardnadze na stranu protestů a vyjednal s centrální mocí nebývalé ústupky.
Ve druhé polovině 80. let sehrál Ševardnadze důležitou úlohu jako reformátor v týmu Michaila Gorbačova a ministr zahraničí prosazující ukončení studené války.

### Pád SSSR a nezávislost

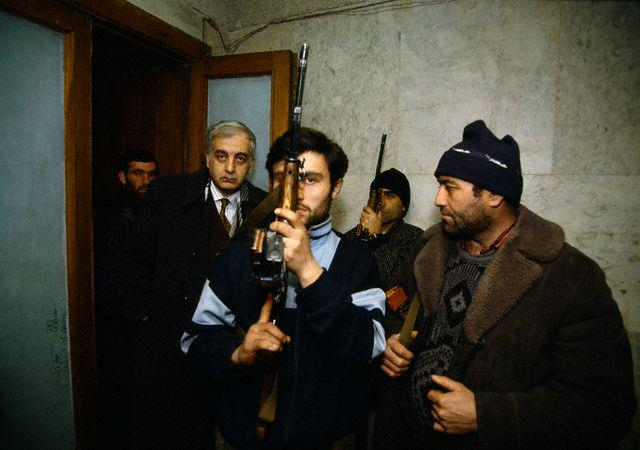
Zviad Gamsachurdia v bunkru při puči roku 1992

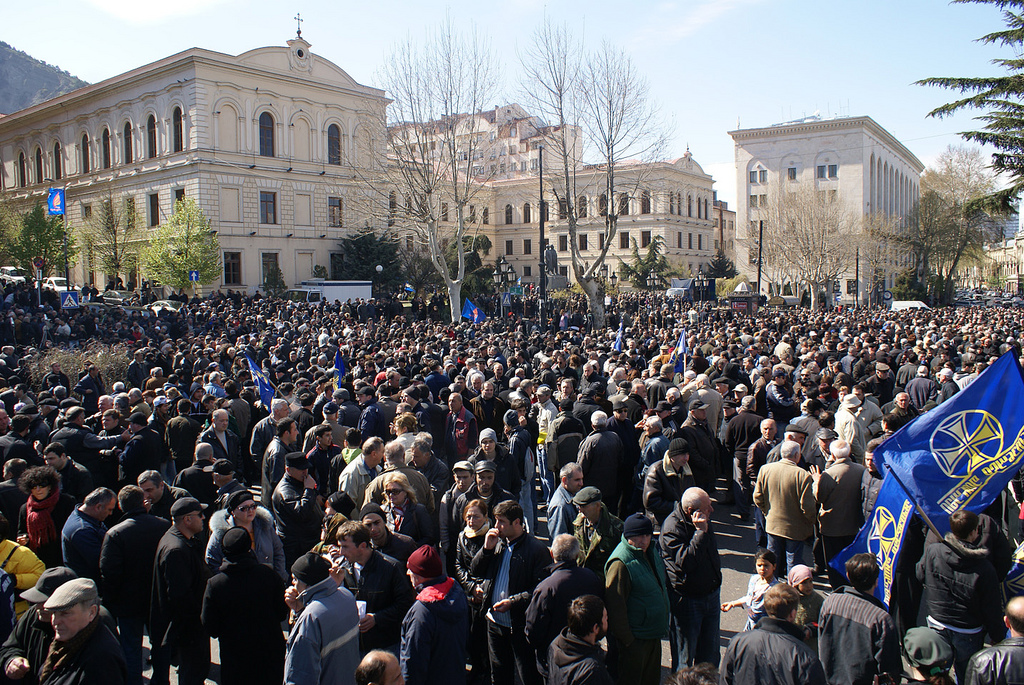
Demonstrace požadující odstoupení prezidenta Saakašviliho

Dne 9. dubna 1989 sovětské vojenské jednotky brutálně zasáhly proti demonstraci žádající nezávislost Gruzie ve Tbilisi. Zabili přitom 21 lidí, z toho 17 žen. Tato událost je známa jako tbiliský masakr. Vedla k vlně nespokojenosti a protisovětských nálad, a to i v komunistické části společnosti. V listopadu 1989 Nejvyšší sovět Gruzínské SSR prohlásil, že země je od roku 1921 okupována. Na jaře roku 1990 byly schváleny zákony vedoucí k zárukám vlastní nezávislosti, byla odstraněna vedoucí úloha komunistické strany v zemi; nezávislost pak byla vyhlášena 14. listopadu 1990. Gruzie se jako jedna z mála nových republik nestala členem SNS, nakonec však z hospodářských důvodů do společenství vstoupila (vystoupila až v roce 2008 jako následek tehdejší války v Jižní Osetii). V následujícím roce byl v nezávislých volbách zvolen za prezidenta nacionalista Zviad Gamsachurdia, který měl v úmyslu zrušit autonomní postavení Jižní Osetie a Abcházie. Protože se nejvyšší sovět snažil rozhodnutí zrušit, začaly v zemi s přičiněním ruských tajných služeb vypukat nepokoje, které se přenesly i do autonomních republik, žádajících také nezávislost, čemuž nebylo vyhověno. Autonomní republiky se otevřeně postavily proti snaze nového gruzínského vedení zrušit jejich autonomii a vytvořit z Gruzie jednotný národní stát. V letech 1991 a 1992 se situace natolik zhoršila, že vypukly mezi Osety a Gruzíny ozbrojené střety, nesoucí znaky občanské války. Po uklidnění situace v roce 1995 se do čela země dostal politický veterán Eduard Ševardnadze, který se k moci dostal již v roce 1992, ale až do smrti Gamsachurdii probíhaly vnitřní boje o moc. Vládnout vydržel jako prezident země až do růžové revoluce v roce 2003. K vyjádření tendencí, které se vyvinuly v postkomunistických společnostech ve východní Evropě a ve střední Asii na začátku 21. století se používá pojem barevná revoluce.

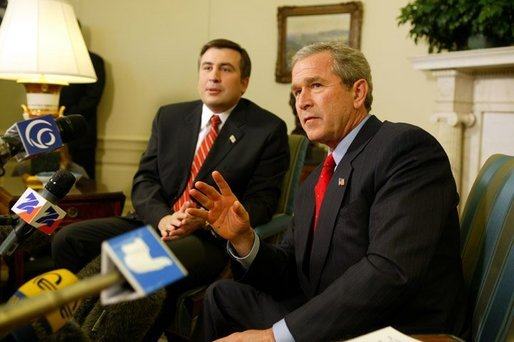
Michail Saakašvili a George Bush

Během této „růžové“ revoluce protestovaly tisíce lidí v čele s pozdějším prezidentem Michailem Saakašvilim proti Ševardnadzeho vládě, která nevyřešila základní hospodářské a politické problémy – chudobu a korupci. Roku 2004 byl Saakašvili zvolen prezidentem už demokratickou cestou, kdy získal 95 % hlasů. Opozice tvrdila, že volby byly zmanipulované a že se na volebním výsledku podepsaly dary od nadací amerického miliardáře George Sorose a dalších nadací financovaných vládou USA. Saakašvili po nástupu k moci prosadil úpravy gruzínské ústavy, aby vytvořil „superprezidentský systém“ a soustředil veškeré pravomoci v exekutivě. Gruzínským parlamentem byly schváleny zákony, kterými byla snížena nezávislost soudní moci či podle kterých jsou ústřední i volební komise sestavovány pouze z lidí jmenovaných prezidentem. Postupně byla eliminována plná svoboda tisku, bylo omezeno vysílání.
V roce 2006 se v Gruzii konaly demonstrace, při nichž lidé žádali odstoupení prezidenta. Policie proti demonstrantům brutálně zasáhla a začala zatýkat představitele opozice. Roku 2007 protesty přerostly v masové demonstrace, při nichž lidé kritizovali dramatický pokles životní úrovně a korupci. Prezident vyhlásil „výjimečný stav“, zakázal nestátní média, zakázal veřejná shromáždění a začal podnikat nedemokratické kroky proti svým politickým oponentům. Koncem listopadu 2007 Saakašvili z funkce odstoupil, ale již v lednu 2008 se konaly volby, při nichž byl zvolen znovu prezidentem a které opozice označila jako zmanipulované.
V květnu 2008 se v Gruzii konaly parlamentní volby, v nichž zvítězila vládnoucí Sjednocená národní strana prezidenta Saakašviliho, která získala 63 % hlasů. Opozice označila tyto volby za zfalšované.
V říjnu 2012 v parlamentních volbách zvítězila opoziční koalice Gruzínský sen miliardáře Bidziny Ivanišviliho. Prezident Saakašvili uznal porážku a oznámil, že jeho strana odchází do opozice.

### Válka vJižní Osetii

Ruské vojenské základny v Abcházii v roce 2016

1. srpna 2008 začala válka v Jižní Osetii mezi Gruzií a jihoosetinskými separatisty. Ta pak začala 7. srpna nabírat na síle, když se na stranu Jižní Osetie přidalo Rusko poté, co podle zprávy pozorovatelů OBSE gruzínská armáda zaútočila nerozlišující dělostřeleckou a raketometnou palbou na správní středisko Jižní Osetie Cchinvali. Gruzíni žijící na území Jižní Osetie byli donuceni opustit domovy.
Jižní Osetie, obývaná Osety, kteří žijí i v sousední ruské republice Severní Osetie-Alanie, usiluje, stejně jako Abcházie, o nezávislost na Gruzii od roku 1990 v souvislosti se snahou Gruzie odtrhnout se od bývalého SSSR, a faktickou nezávislost, kterou Gruzie nikdy neuznala, získala Jižní Osetie po první gruzínsko-osetinské válce v letech 1991–1992 a po referendu místních obyvatel v lednu 1992.
12. srpna potvrdilo Rusko stažení svých jednotek z Gruzie.
14. srpna schválil gruzínský parlament vystoupení ze Společenství nezávislých států poté, co president Saakašvili označil postup Ruska za agresi a gruzínský postup za defenzívní.
26. srpna byly Ruskou federací uznány samostatné státy Jižní Osetie a Abcházie. Uznání samostatnosti odsoudil americký prezident George W. Bush a další západní politici, kteří v konfliktu podporovali Gruzii.
Na summitu EU, který probíhal na začátku září, prohlásil ruský prezident Dmitrij Medveděv, že Rusko stáhne své vojáky z gruzínského území, avšak v Abcházii a Jižní Osetii ozbrojené síly ponechá. S důsledky ozbrojeného konfliktu se země stále ještě potýká. Jedná se např. o nestabilní politickou situaci či dlouhodobý odliv obyvatelstva.

## Státní symboly

### Vlajka
Gruzínská vlajka je tvořena bílým listem o poměru stran 2:3, s červeným, středovým, svatojiřským křížem o šířce 1/5 šířky vlajky. Ve středu všech čtyř bílých polí je umístěn červený, tlapatý křížek.

### Znak
Gruzínský státní znak je tvořen červeným štítem, na němž je vyobrazen stříbrný sv. Jiří se zlatou svatozáří. Patron Gruzie sedí na stříbrném koni a stříbrným kopím, které je zakončeno zlatým křížkem, probodává stříbrného draka. Na štítu je položena zlatá koruna bagrationské dynastie, štítonoši jsou dva lvi, stojící na zlatém podloží, ornamentu ve tvaru vinné révy s uprostřed umístěným listem. Pod štítem (přes podnoží) je stříbrná, červeně podšitá stuha s černým, gruzínským nápisem ძალა ერთობაშია, Dzala Ertobašia česky V jednotě je síla, na koncích stuhy jsou po jednom červeném, tlapatém křížku.

### Hymna
Gruzínská hymna je píseň Tavisupleba (gruzínsky თავისუფლება, česky Svoboda). Slova hymny napsal David Magradze, hudbu složil Zakaria Paliašvili a Ioseb Kečakmadze.

## Geografie

Topografická mapa Gruzie

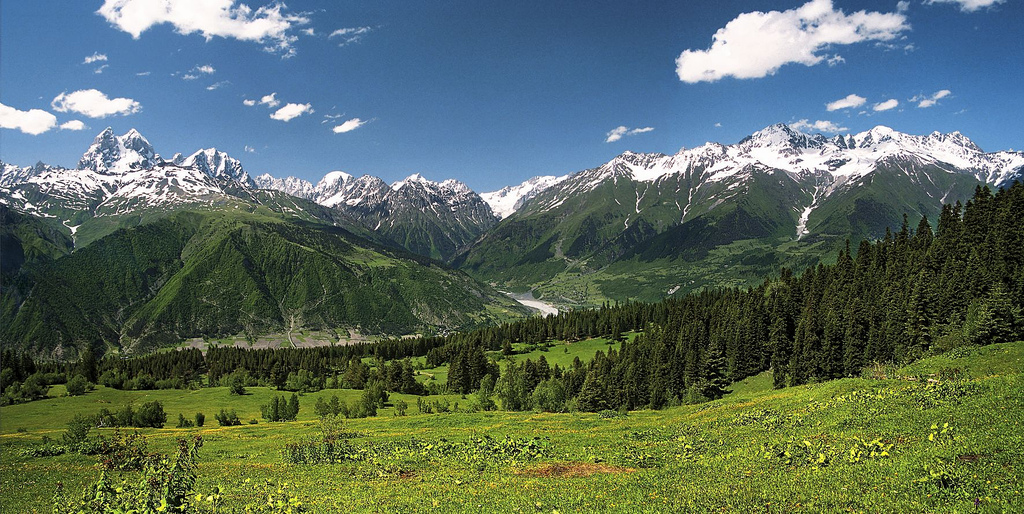
Svanetie, historická provincie Gruzie v její severozápadní části

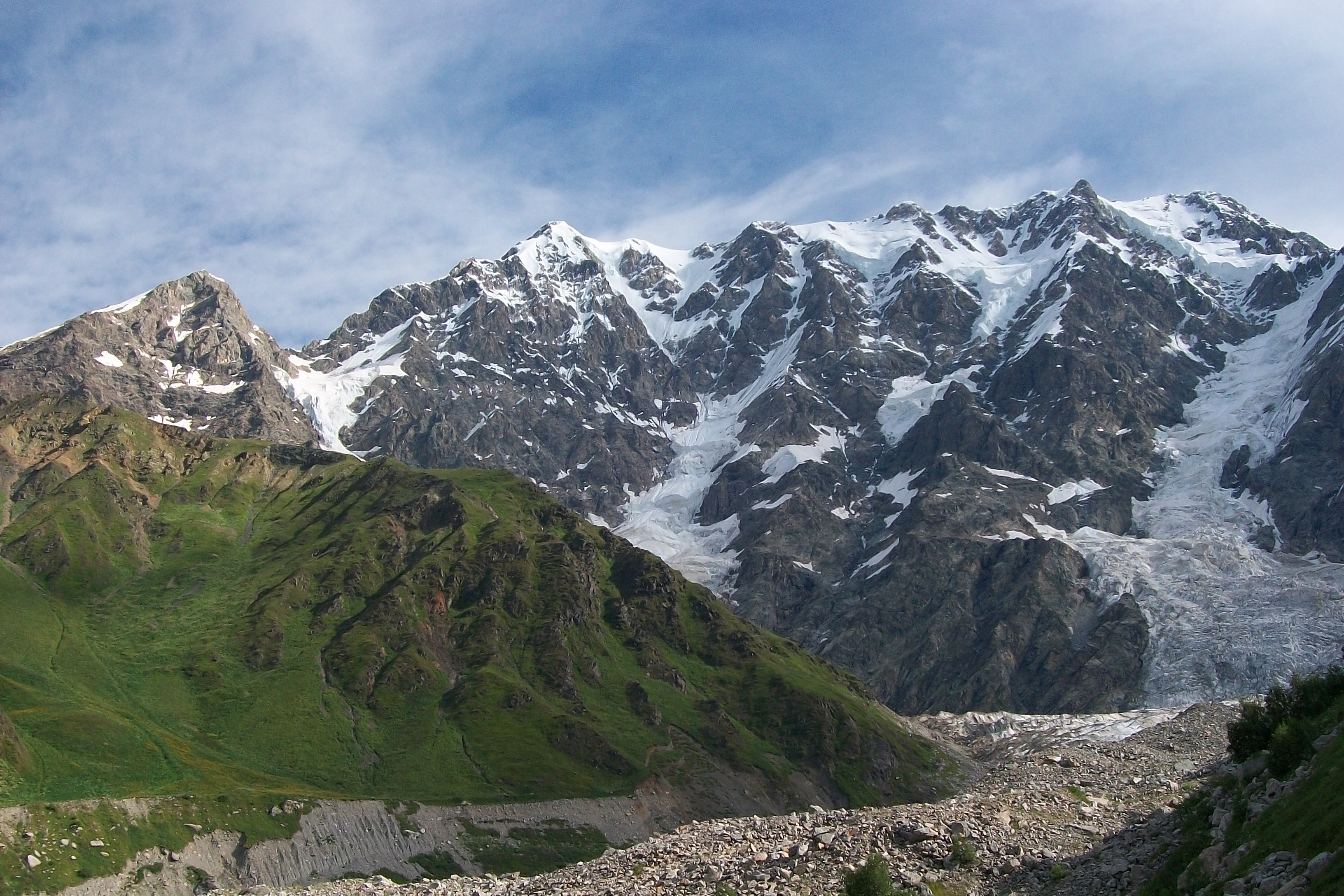
Šchara

Gruzie leží na rozhraní jihovýchodní Evropy a jihozápadní Asie. Podle některých názorů vede hranice mezi Evropou a Asií po hlavním kavkazském rozvodí, které také tvoří severní hranici Gruzie s Ruskem. Podle těchto názorů by Gruzie ležela těsně u hranic Evropy, některé její severní výběžky by do Evropy zasahovaly. Při použití v Česku přijímané hranice na řekách Kuma a Manyč patří do Asie i přilehlé části Ruské federace. Další definice vedou evropsko-asijskou hranici také přímo Gruzií.
Zeměpisná šířka Gruzie 41° až 43° odpovídá např. šířce Pyrenejí, Říma, Bulharska, severního Japonska, pomezí Oregonu a Kalifornie nebo třeba Nové Anglie. Zeměpisná délka Gruzie 40° až 47° odpovídá např. délce Iráku, západního Jemenu a Mosambického průlivu. Rozlohou 69 700 km² je Gruzie jen o málo (např. o 1 kraj) menší než Česko. Bez částečně mezinárodně uznaných separatistických provincií Abcházie a Jižní Osetie činí rozloha Gruzie jen 57 200 km² (o málo více než Chorvatsko), tedy o 18 % méně. Na severu hraničí s Ruskem, na jihovýchodě s Ázerbájdžánem, na jihu s Arménií a na jihozápadě s Tureckem.
Země je spjata s Kavkazem a podstatná část jejího povrchu je hornatá. Zjednodušeně lze říci, že severní hranice tvoří Velký Kavkaz a jižní hranice Malý. Uprostřed Gruzie jsou oba spojeny Lišským (Suramským) hřebenem. Od něj na západ se táhne široká kotlina řeky Rioni, na východ pak údolí Kury. Nejvyšší hora Kavkazu Elbrus leží kousek od gruzínských hranic v Rusku. Součástí hraničního hřebene je ale několik dalších pětitisícovek, z nichž nejvyšší (a tedy nejvyšší hora Gruzie) je Šchara (5201 m).

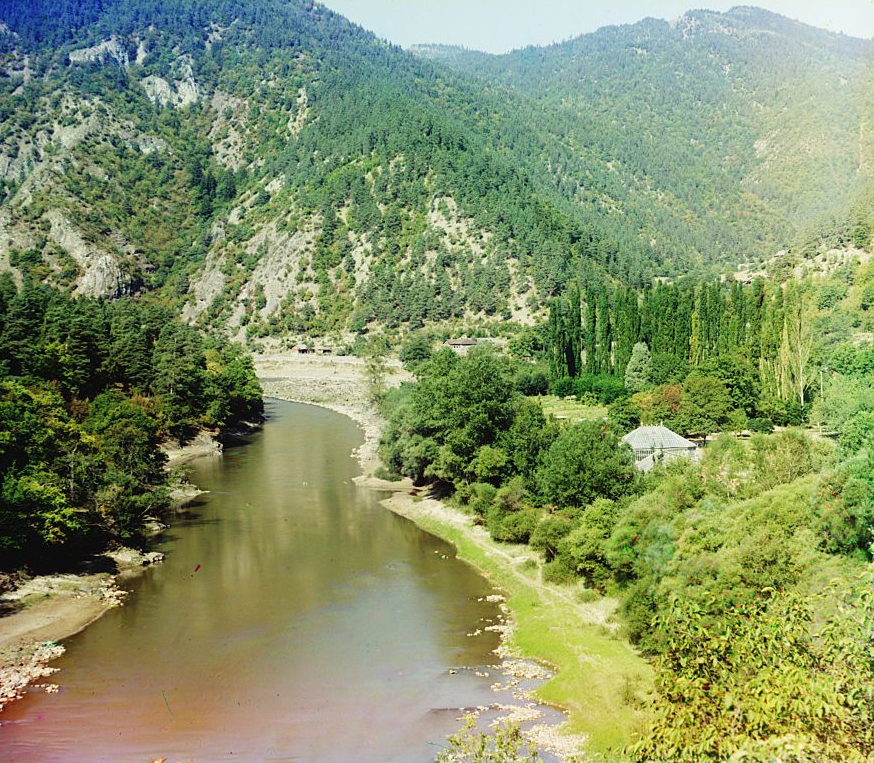
Kura

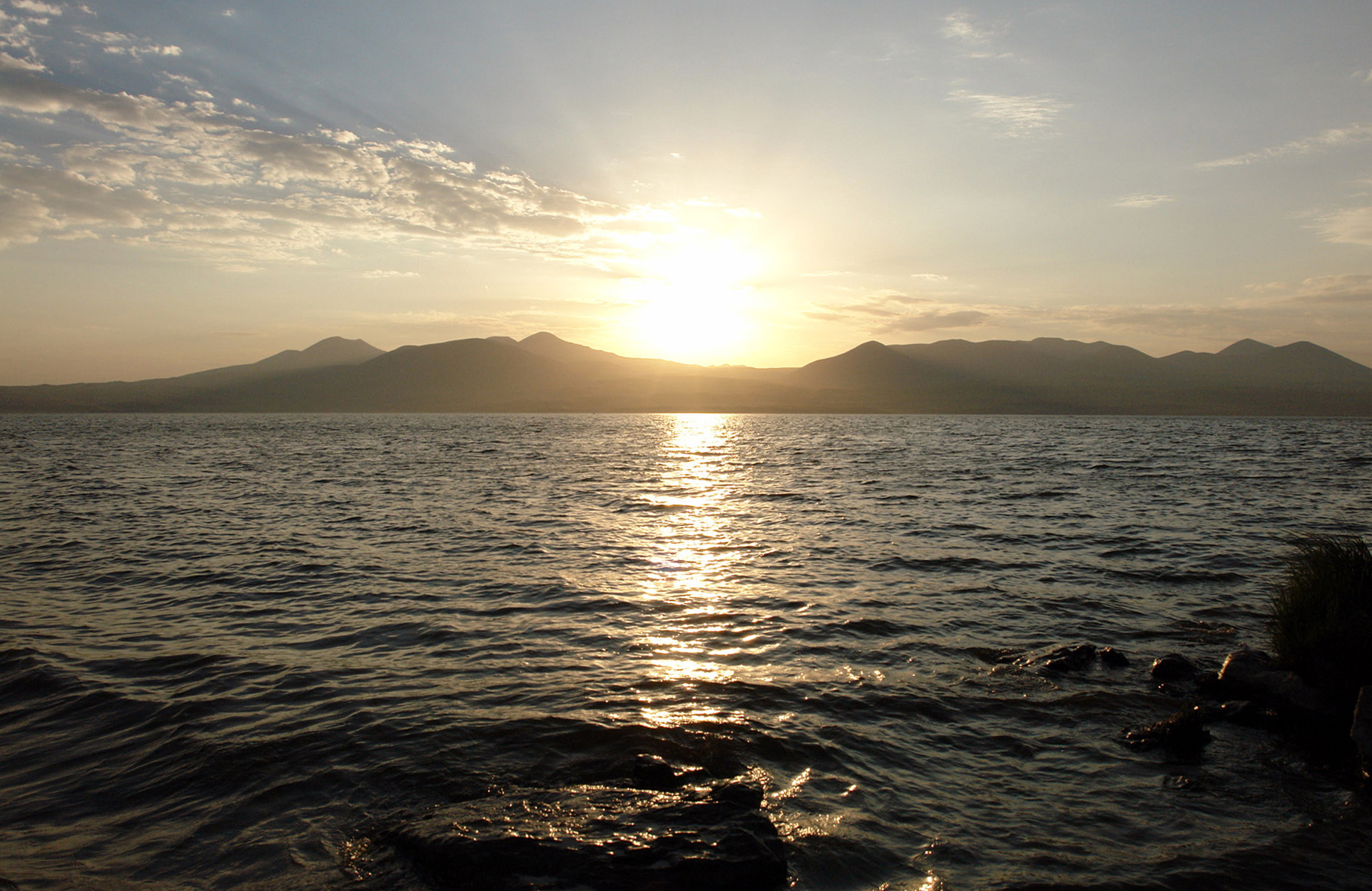
Paravani

Říční síť je rozvinuta nerovnoměrně. Nejhustší je v západní Gruzii a nejmenší na Jurské pahorkatině, což je spojeno s odtokem vody (od 80 až 150 l/s/km² v západní Gruzii do 3 l/s/km² na Jorské pahorkatině a jihovýchodě Dolnokartlijské roviny). Řeky náleží k úmořím Kaspického a Černého moře. Úmoří Kaspického moře je převážně tvořeno povodím řeky Kury. Její nejvýznamnější přítoky jsou zleva Velká Liachvi, Ksani, Aragvi, Jori a Alazani (poslední dvě ústí do Mingačevirské přehradní nádrže) a zprava Paravani, Dzama, Tana, Tedzami, Algeti a Chrami. Řeky černomořského úmoří (západní Gruzie) netvoří žádný systém a ústí do moře každá samostatně. Nejvýznamnější je Rioni s přítoky Cchenisckali, Techuri a Kvirila, která protéká na dolním toku Kolchidskou propadlinou. Další významné řeky ústící do Černého moře jsou Inguri, Kodori, Adžarisckali, Bzipi, Chobi a Galidzga. Řeka Čoroch pramenící v Turecku protéká Gruzií na dolním toku (26 km). Většina řek pramenících v horách má maximální průtok na jaře v době tání sněhu. Řeky, jejichž hlavním zdrojem jsou ledovce (Kodori, Inguri, Rioni) mají největší průtok v létě s výraznými maximy každý den ve večerních hodinách a minimem před úsvitem. Řeky Adžarského pobřeží a severních svahů Meschaetského hřbetu mají maxima na podzim a v zimě a jsou na nich časté povodně po deštích. Horské řeky se vyznačují rychlým tokem a tak zamrzají málokdy. Výjimku tvoří řeky Jihogruzínské pahorkatiny, které tečou pomalu na horním toku a rychle v nížině. Oblasti tvořené vápenci a vyvřelinami se vyznačují silně rozvětvenými podzemními systémy s množstvím silných vřídel (řeky Čjornaja, Cačchuri, Rečchi v západní Gruzii a Nardevani, Tašbaši, Armutlo v jižní Gruzii), které přerozdělují a přirozeně regulují vodní toky. Gruzie je bohatá na hydroenergetické zdroje.
V Gruzii není mnoho jezer, ale v některých oblastech (Džavachetie, Kolchidská nížina, Kelská planina, staroledovcová zóna Abcházie) se nacházejí skupiny jezer tektonického, vulkanického, mořského, říčního, ledovcového, závalového, krasového jiného původu. Největší jsou Paravani (37 km²), Karcachi (26,6 km²) a Paleostomi (17,3 km²). Nejhlubší jsou závalová jezera Rica (116 m) a Amtkel (72 až 112 m podle výšky hladiny) a jezero Kelistba (75 m). Rybí průmysl je rozvinutý na jezerech Tabackuri a Paleostomi.

### Podnebí

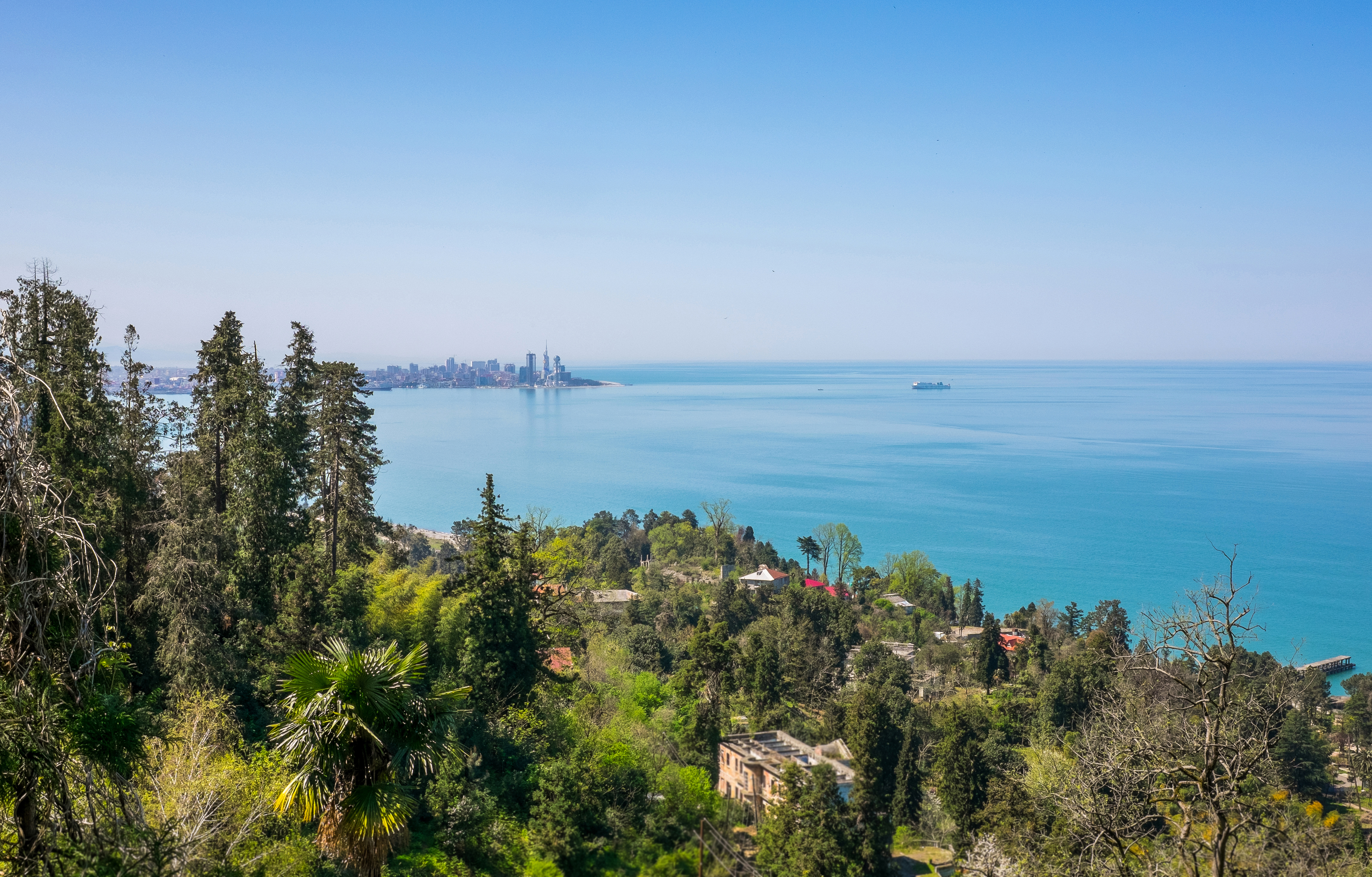
Batumi rozkládá se na jihozápadě země při Černém moři

Podnebí je silně ovlivněno složitým geomorfologickým členěním krajiny. V údolích je teplé subtropické podnebí s vysokým podílem srážek, které mohou dosahovat od 1 000 až k 2 500 mm. Teplé podnebí umožňuje pěstovat celou řadu teplomilných plodin jako jsou citrusy či čajovník. Směrem na východ země klesá podíl srážek a oblasti jsou zde více suché. Začíná zde převládat kontinentální podnebí. V oblasti povodí řeky Rioni a Kury jsou typické mrazivé zimy a teplá léta. Průměrná teplota v Tbilisi se pohybuje okolo 1 °C v lednu a 24 °C v červenci.

### Fauna

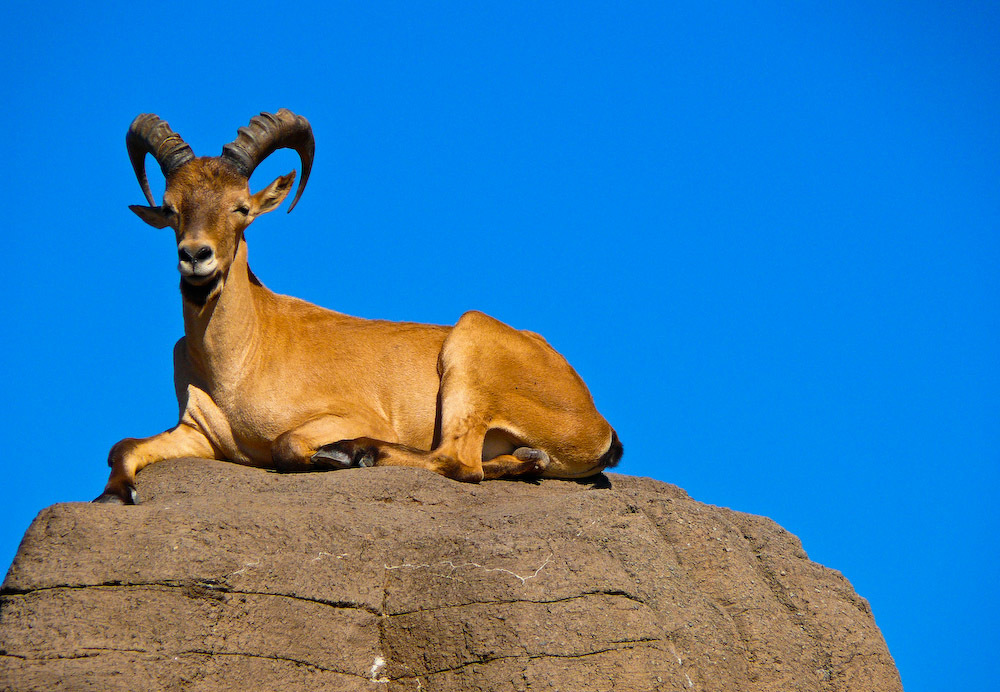
Kozorožec kavkazský

Vzhledem k různorodosti krajiny a malé zeměpisné šířce obývá Gruzii na 1000 druhů obratlovců, z toho 360 druhů ptáků (4 druhy supů, 11 druhů orlů), 160 druhů ryb, 48 druhů plazů a 11 druhů obojživelníků.
Lesy jsou obývány několika druhy masožravců jako je vlk, rys, šakal obecný, hyena žíhaná, kočka divoká a několik jedinců levharta perského (Panthera pardus ciscaucasica). Z ostatní velké zvěře je to medvěd hnědý, jelen lesní, srnec obecný, kamzík, prase divoké, koza bezoárová. Endemicky je zde domovem kozorožec kavkazský, kozorožec dagestánský a tetřívek kavkazský (Tetrao mlokosieviczi). Z dravců jsou rozšířeni orel skalní a orlosup bradatý.
Bažant obecný byl jako původní endemický pták z Gruzie uměle rozšířen do celého světa. Počet rozšířených bezobratlých druhů je též velmi rozsáhlý a jejich soupis představuje rozsáhlé hledání napříč rozsáhlou literaturou. Jen známí pavouci čítají 501 druhů.

### Flora
Lesy tvoří 44 procent povrchu země, z toho 5% činí pralesy, 40% lesů si zachovalo původní strukturu. V nižších polohách roste převážně listnatý les (dub, buk), ve vyšších polohách pak jehličnatý les (smrk a jedle, mezi nimi jedle kavkazská). Nad hranicí lesa se rozprostírají subalpské a alpské louky. Pohoří na jihu země, nížiny a transkavkazská sníženina byla dříve tvořena stepí, dnes je převážně kultivovaná.

## Politika

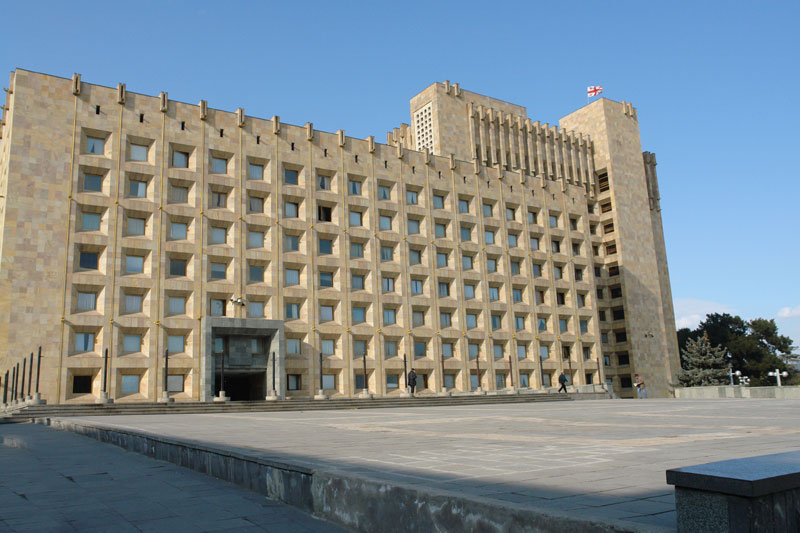
Sídlo vlády

Gruzie je demokratická unitární parlamentní republika s prezidentem jako ceremoniální hlavou státu a předsedou vlády, který řídí kabinet, a je volen parlamentem. Role prezidenta byla oslabena ústavními reformami z let 2012–2013. V prezidentském křesle sedí Salome Zurabišviliová poté, co vyhrála 59,52 % hlasů v gruzínských prezidentských volbách v roce 2018. Stala se tak první ženou na tomto postu. Měla by být zároveň poslední gruzínskou hlavou státu zvolenou přímou volbou. Od roku 2024 je hlava státu volena sborem volitelů (polovinu tvoří poslanci parlamentu, zbytek zástupci Abcházie a samospráv). Od února 2021 je předsedou gruzínské vlády Irakli Garibašvili, který stál v čele exekutivy již v letech 2013 až 2015. Politický souboj se ve 21. století odehrává hlavně mezi Sjednocenou národní stranou Michaila Saakašviliho a stranou Gruzínský sen miliardáře Bidziny Ivanišviliho. Ta má od roku 2021 jasnou převahu, čehož signálem se stalo i Saakašviliho zatčení.
Parlament je jednokomorový a má 150 poslanců, z nichž 30 je voleno většinovým systémem (jeden obvod – jeden poslanec), 120 poměrným systémem (po volební reformě z roku 2020). Členové parlamentu jsou voleni na čtyřleté funkční období. Dne 26. května 2012 prezident Saakašvili slavnostně otevřel novou budovu parlamentu v západním městě Kutaisi ve snaze decentralizovat moc a přesunout část politické kontroly blíže k Abcházii. Za tím účelem byla vystavěna architektonicky pozoruhodná budova. Saakašviliho rivalové, kteří se dostali k moci v roce 2012, nikdy nepřijali přesun do Kutaisi a o šest let později se parlament po úpravě ústavní klauzule vrátil na své staré místo v Tbilisi.
V březnu 2022 Gruzie oficiálně požádala o vstup do Evropské unie, krátce po začátku ruské invaze na Ukrajinu. Gruzie dlouhodobě pracuje i na tom, aby se stala plnoprávným členem NATO. V roce 2008 ovšem dostala od této organizace ve věci případného vstupu nejasný signál (stejně jako Ukrajina), zejména kvůli postoji německé kancléřky Angely Merkelové. Rusko proti vstupu Gruzie bojuje a otevřeně vyhrožuje válkou.

### Administrativní dělení

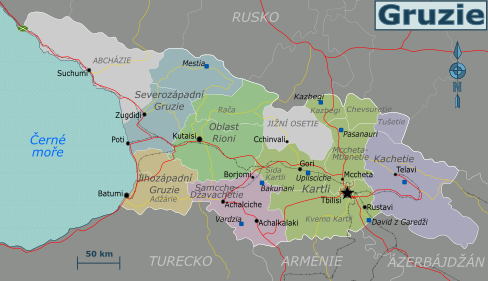
Kraje Gruzie

Gruzie je ze správního pohledu rozčleněna do celkem dvanácti regionů, z nichž dva tvoří autonomní republiky a jeden je tvořen pouze hlavním městem Tbilisi a okolím. Ostatních devět regionů tvoří kraje (gruzínsky: მხარე, mchare).
Obě autonomní republiky Adžárie i Abcházie byly zřízeny v době sovětské vlády a jejich existence je uznána gruzínskou vládou. Abcházie je separatistickou oblastí usilující o úplnou nezávislost na Gruzii. Po roce 2008 se jí dostalo společně s dalším gruzínským územím Jižní Osetie uznání ze strany Ruska a dalších zemí (viz Mezinárodní reakce na vyhlášení nezávislosti Abcházie a Jižní Osetie). Ze zákona je nejvyšším představitelem Abcházie Předseda nejvyšší rady (exilový), jenže hlavou Abcházie je de facto prezident Abcházie.
Adžárie se původně podobně jako Abcházie snažila odtrhnout od Gruzie. Když byl v roce 2004 sesazen adžarský vůdce Aslan Abašidze, Adžárie se vzdala separatismu a podřídila se centrální vládě v Tbilisi. Jejím nejvyšším představitelem je nyní Předseda vlády Adžárie.
Mchare v dnešní podobě existují na základě prezidentských dekretů z let 1994 až 1996, do jejich čel hlava státu dosazovala státní komisionáře (gruzínsky: სახელმწიფო რწმუნებული), zkráceně guvernéry. Krajské uspořádání existovalo dříve, ale bylo z důvodu předešlých konfliktů s odštěpeneckými republikami prakticky nefunkční.
Problematickou oblastí je území separatistické Jižní Osetie, bývalé Jihoosetské autonomní oblasti. Ta se rozkládá ve značné části kraje Šida Kartli a na malých příhraničních částech okolních krajů. Problém vznikl na konci sovětské éry, kdy Jižní Osetie požadovala širší autonomii a změnu statutu na autonomní republiku (jako Adžárie a Abcházie). Ještě před rozpadem SSSR ale gruzínské vedení Jihoosetinskou AO zcela zrušilo a území začlenilo do státu jako běžné rajóny. V reakci na tento krok představitelé Jižní Osetie vyhlásili 11. listopadu 1991 samostatnou republiku, kterou Gruzie a většina světa neuznává.

Mapa k tabulce

| Číslo na mapě | Kraj                           | Správní sídlo | Rozloha [km²] | Obyvatelstvo (01/2019) | Hustota zalidnění (obyv./km²) |
| ------------- | ------------------------------ | ------------- | ------------- | ---------------------- | ----------------------------- |
| 1             | Samegrelo – Horní Svanetie     | Zugdidi       | 7 468.2       | 311 100                | 41.6                          |
| 2             | Rača-Lečchumi a Dolní Svanetie | Ambrolauri    | 4 600.0       | 29 100                 | 6.3                           |
| 3             | Gurie                          | Ozurgeti      | 2 033.2       | 108 100                | 53.2                          |
| 4             | Imeretie                       | Kutaisi       | 6 414.7       | 487 000                | 75.9                          |
| 5             | Šida Kartli                    | Gori          | 3 428.3       | 255 100                | 71.4                          |
| 6             | Mccheta-Mtianetie              | Mccheta       | 5 606.0       | 93 300                 | 16.6                          |
| 7             | Samcche-Džavachetie            | Achalciche    | 6 412.8       | 152 100                | 23.7                          |
| 8             | Kvemo Kartli                   | Rustavi       | 6 436.2       | 434 200                | 67.4                          |
| 9             | Tbilisi                        | Tbilisi       | 504.2         | 1 184 800              | 2349.9                        |
| 10            | Kachetie                       | Telavi        | 11 375.0      | 310 100                | 27.3                          |
| 11            | autonomní republika Adžárie    | Batumi        | 2 900.0       | 351 900                | 121.3                         |
| 12            | autonomní republika Abcházie   |               | –             | –                      | –                             |
|               | Gruzie CELKEM                  | Tbilisi       | 69 700        | 3 716 800              |                               |

## Ekonomika

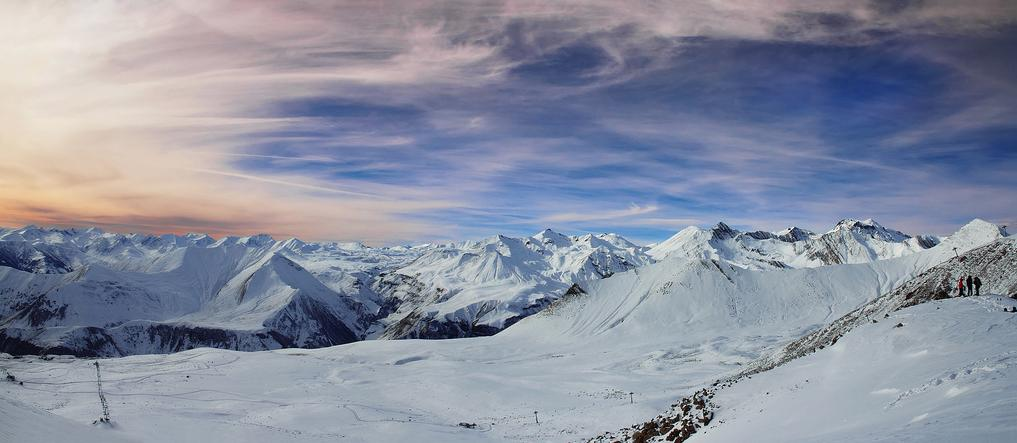
Lyžařský areál Gudauri

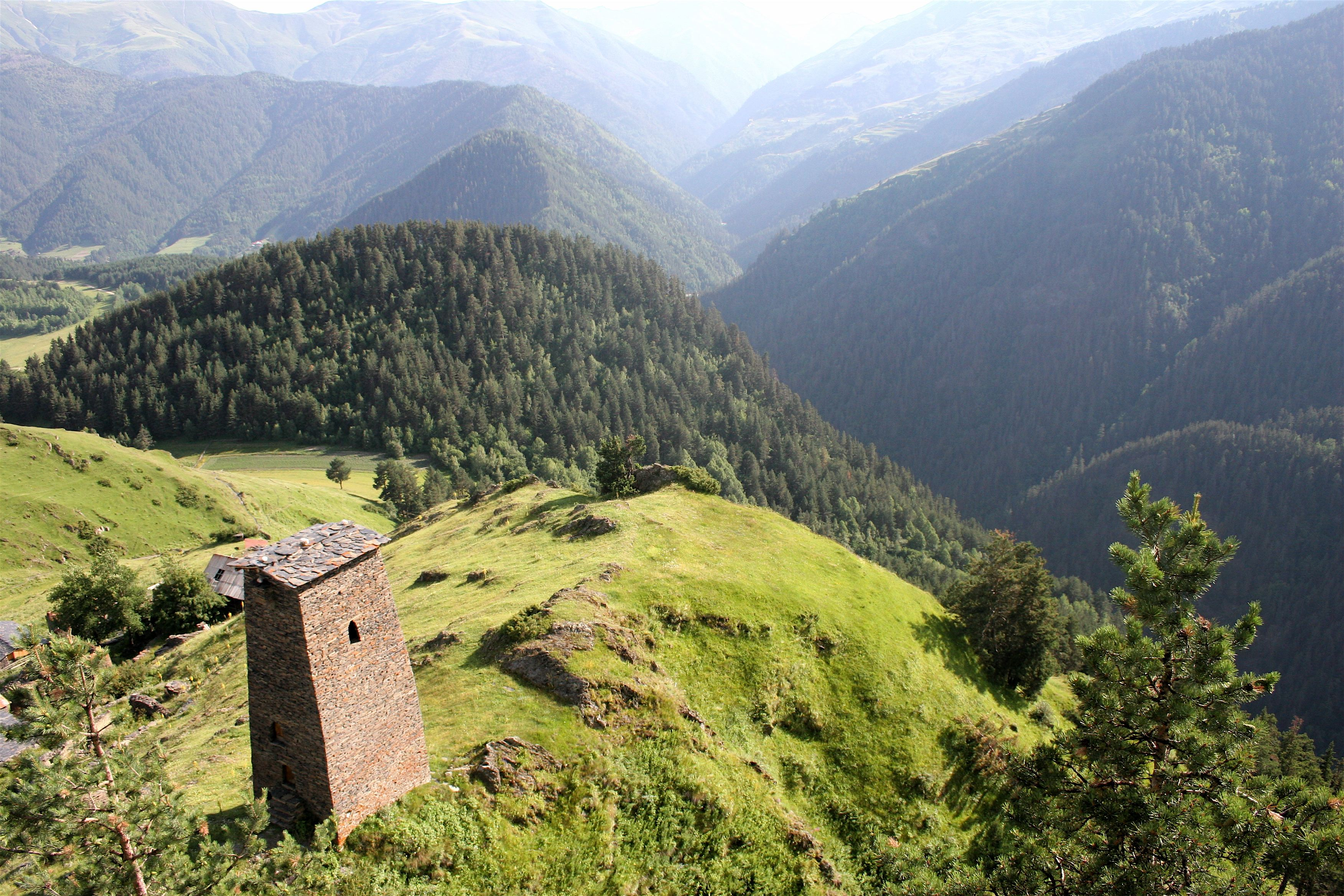
Gruzie má velký potenciál pro turistický ruch

Přibližně 40% populace pracuje v zemědělství, kde pěstuje převážně zeleninu, obilí, brambory a zaměřuje se současně i na chov hospodářských zvířat (prasat a drůbeže). 20% populace pracuje v průmyslovém sektoru, kde převažuje potravinářský průmysl nad strojírenstvím a automobilovým průmyslem, který je soustředěn v okolí hlavního města Tbilisi či ve městě Kutaisi a Batumi. Významná část obyvatelstva pracuje ve stavebnictví. Země se potýká s extrémně vysokou nezaměstnaností, která v některých regionech dosahuje až 80%.
Gruzie je významnou hornickou zemí, která má bohaté zásoby železných a neželezných kovů, jenž ve velkém exportuje. Významná ložiska manganu se nacházejí v oblasti Čiatury a řadí se mezi největší na světě. V zemi se nacházejí malá ložiska ropy, plynu a uhlí, ale Gruzie není energeticky soběstačná a musí většinu paliv dovážet a to převážně z Ázerbájdžánu. Rafinace a úpravy surové ropy probíhá v Gruzii v místních rafinériích. Přes Gruzii vedou dva významné ropovody (BTC a Baku-Supsa, a Jihokavkazský plynovod, spojující oblast Kaspického moře s Černým mořem.
- Urbanizace: 56,5 %
- Hrubý domácí produkt (HDP): 14,37 miliard USD, 3 215 USD na obyvatele (45 % služeb, 23 % průmysl, 32 % zemědělství)
- Nezaměstnanost: 16,3 %
- Hospodářský růst: 7 %
- Inflace(2018): 2,8 %
- Veřejný dluh: 11,2 miliard USD
- Státní dluh: 3,67 miliard USD

Od roku 2005 funguje mezi Gruzií a státy Evropské unie bezvízový styk. Česká republika vyváží do Gruzie mimo jiné zbraně, za což jí, a dalším státům exportujícím do Gruzie zbraně, bylo pohrozeno sankcemi ze strany Ruska.

### Doprava

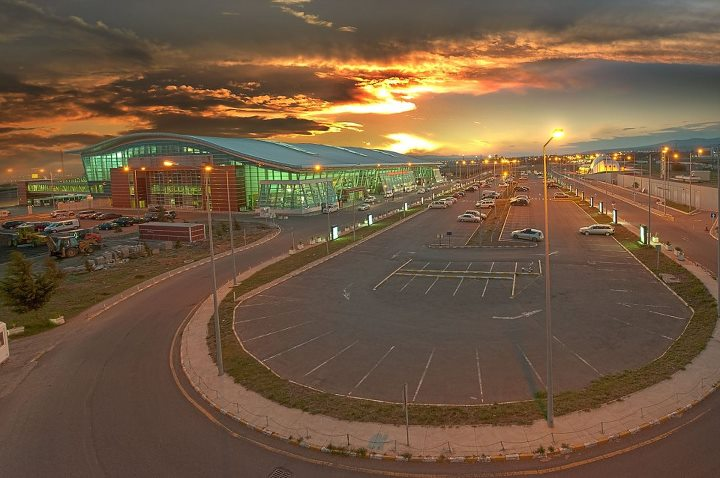
Letiště Tbilisi

Celková délka silnic v Gruzii (bez Ruskem okupovaných území) je 21 110 kilometrů. Gruzie má zatím jednu dálnici S1, která spojuje východ se západem země.
Gruzie má 1576 kilometrů železničních tratí. V roce 2017 byla otevřena důležitá trať Kars–Tbilisi–Baku, která zajišťuje export důležitých komodit, zhusta energetických, ze sousedního Ázerbájdžánu do Evropské unie, na Ukrajinu a do Turecka. Osobní železniční dopravu zajišťuje státní dopravce, nákladní doprava je provozována soukromníky.
Gruzie má v současnosti čtyři mezinárodní letiště, z nichž zdaleka největší je mezinárodní letiště Tbilisi, kde sídlí národní letecký dopravce Georgian Airways. V roce 2019 letiště odbavilo 3,7 miliónu cestujících za rok.
Podél gruzínského černomořského pobřeží je řada námořních přístavů, z nichž největší a nejrušnější je přístav Batumi; zatímco město samo je přímořským letoviskem, přístav je hlavním nákladním terminálem na Kavkaze a je často využíván sousedním Ázerbájdžánem jako tranzitní bod pro dodávky energií do Evropy.

## Obyvatelstvo

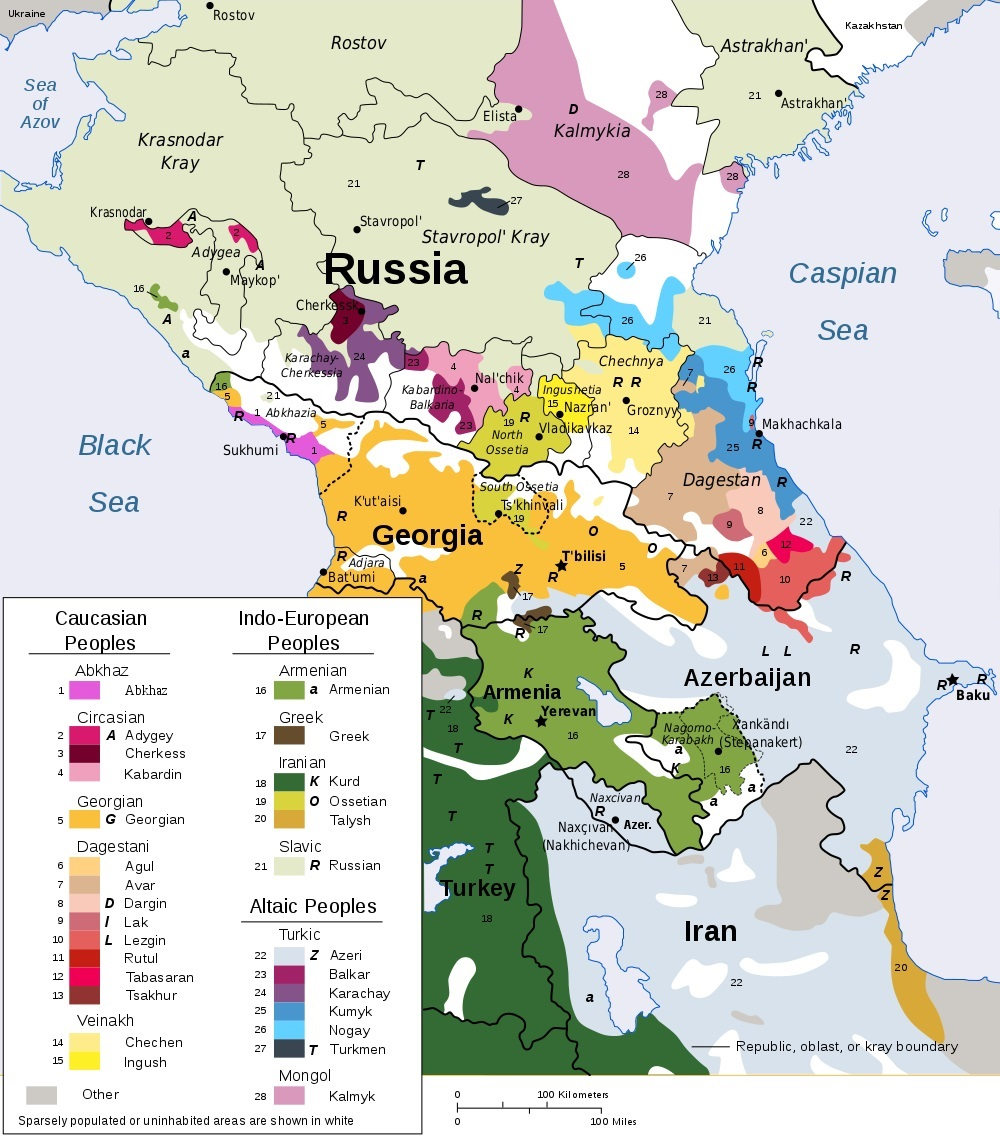
Národnostní složení Kavkazu

Počet obyvatel Gruzie v roce 2024 činil odhadem 3 694 608 obyvatel. Demografická situace v Gruzii je stejně jako v některých jiných v minulosti sovětských republikách (zvláště v Estonsku a Lotyšsku) charakterizovaná dvěma hlavními trendy po získání nezávislosti – úbytek celkové populace a "gruzínifikace" etnického složení. Poměr etnických Gruzínců se zvýšil mezi lety 1989 a 2002 o deset procent – z 73,7 % se zvýšil na 83,7 % populace. Populace v době, kdy Gruzie byla součástí Sovětského svazu a v prvních letech nezávislosti, strmě rostla a z počtu 4 miliony v padesátých letech se zvýšila na nejvyšší počet 5,5 milionu v roce 1992. Poté se trend změnil, populace se začala zmenšovat a v roce 2005 se snížila na 4,5 milionu. Tento počet reprezentuje celkovou populaci, včetně dvou separatistických regionů, tedy Abcházie a Jižní Osetie, jejichž populace se v roce 2005 odhadovala na 178 000 a 49 200. Bez Abcházie a Jižní Osetie měla Gruzie 4 321 500 obyvatel v roce 2005 a 4 382 100 v roce 2008. Podle sčítání v roce 2002 přišla Gruzie od začátku devadesátých let kvůli migraci o 1,1 milionu obyvatel, neboli 20 % populace. Snížení populace je způsobeno emigrací lidí hledajících zaměstnání, a snížením porodnosti v této době. Mezi lety 2002–2014 přišla Gruzie o 14,7 % populace.
Obyvatelé Gruzie jsou Gruzíni (83,8 %), Azerové (6,5 %), Arméni (5,7 %), Oseti (0,9 %), Řekové (0,3 %), Abchazové (0,1 %), Rusové (1,5 %). Do kartvelské jazykové skupiny patří kromě vlastních Gruzínů také Adžarové, Lazové, Svanové, Megrelové, Tušetové či Kachetové, kteří jsou v současné době považováni za etnické podskupiny Gruzínců.
Nejvíce příslušníků má Gruzínská pravoslavná církev 82,1 %, Islám 9,9 %, Arménská apoštolská církev 5,7 %, katolictví 0,8 %, židé 0,1 %, ostatní 1,4 % (2002) V horách existuje originální místní náboženství džvarismus.

### Literatura

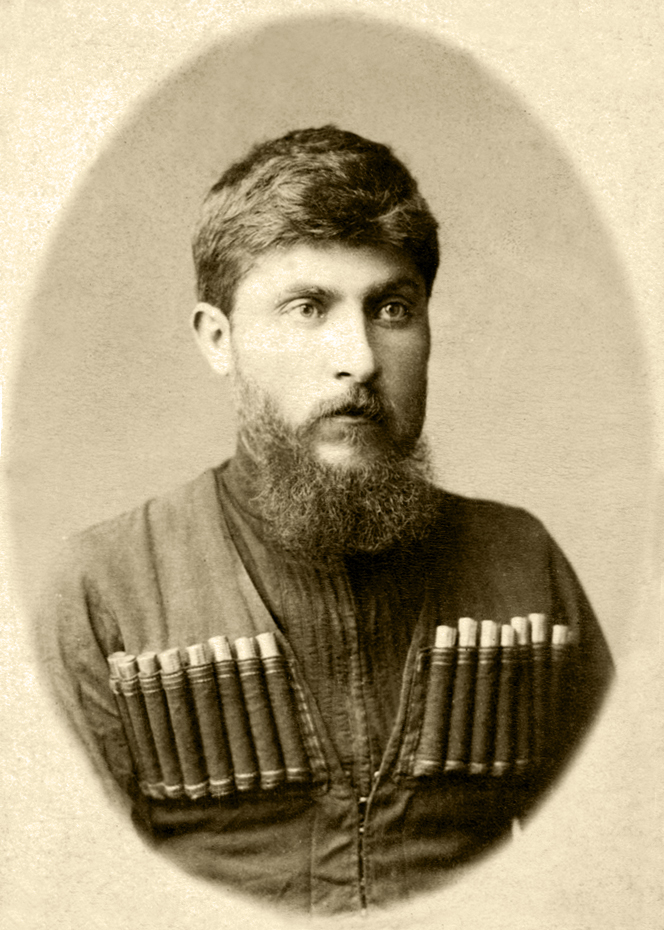
Važa Pšavela

Micheil Džavachišvili

## Kultura

### Hudba

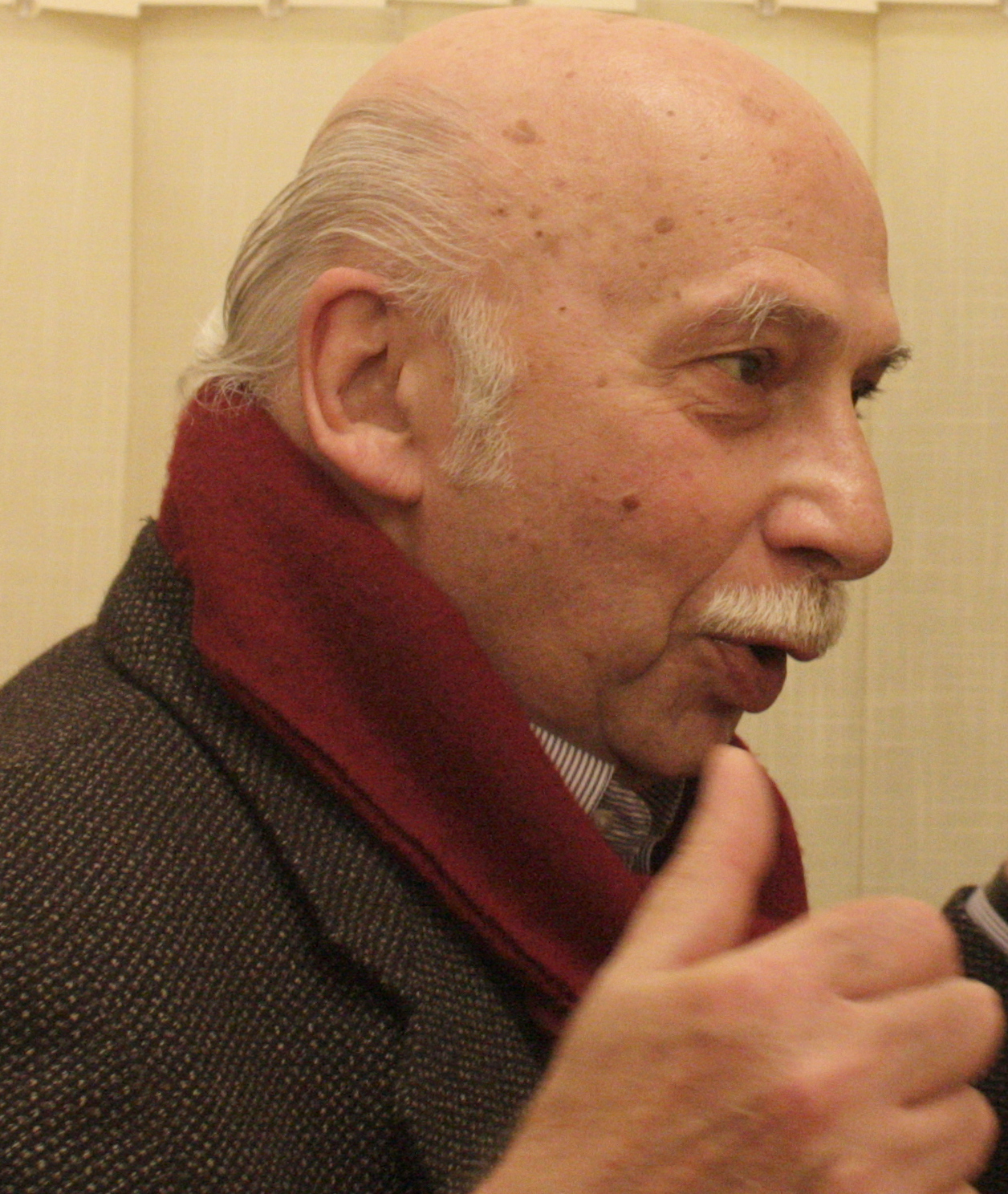
Gija Kančeli

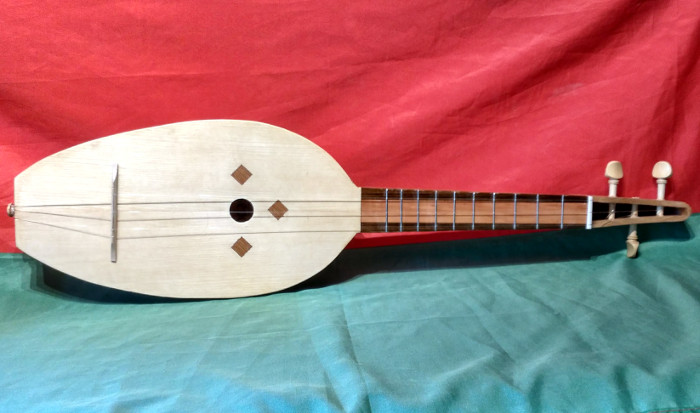
Panduri, tradiční gruzínský nástroj

Tradiční gruzínský vícehlasý zpěv byl v roce 2008 zapsán na seznam světového nehmotného kulturního dědictví UNESCO. V Gruzii existují tři typy polyfonie: komplexní polyfonie, která je běžná ve Svanetii, polyfonní dialog na basovém pozadí, převládající v Kachetii ve východní Gruzii, a kontrastní polyfonie se třemi částečně improvizovanými zpívanými částmi, charakteristická pro západní Gruzii. Nejslavnější z těchto písní je Čakrulo. Některé z těchto písní jsou spojeny s kultem vinné révy a mnohé pocházejí již z 8. století.
Nejznámějším gruzínským hudebním skladatelem je Gija Kančeli, který žil v Belgii. Zakaria Paliašvili je autor gruzínské hymny. V Británii se prosadila folková zpěvačka Katie Melua, ve Francii klavíristka Khatia Buniatishvili, v Americe klavírista Giorgi Latsabidze.
Slavným baletním choreografem byl George Balanchine. Mezinárodní věhlas si získala i baletka Nina Ananiašvili.

### Výtvarné umění a architektura

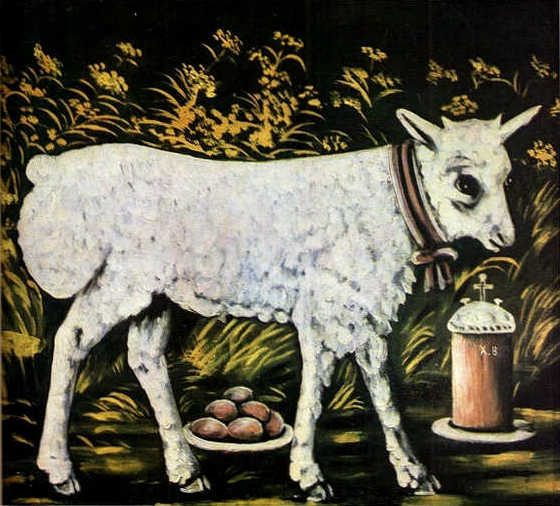
Niko Pirosmani: Beránek boží

Patrně nejznámějším gruzínským malířem je Niko Pirosmani, představitel naivního umění. Jím byl silně ovlivněn například Lado Gudiašvili. Nejznámější gruzínskou fotografkou je pak patrně Salome Vatzadze tvořící zejména v New Yorku. Významným sochařem byl Zurab Cereteli, byť přijal spíše ruskou identitu.

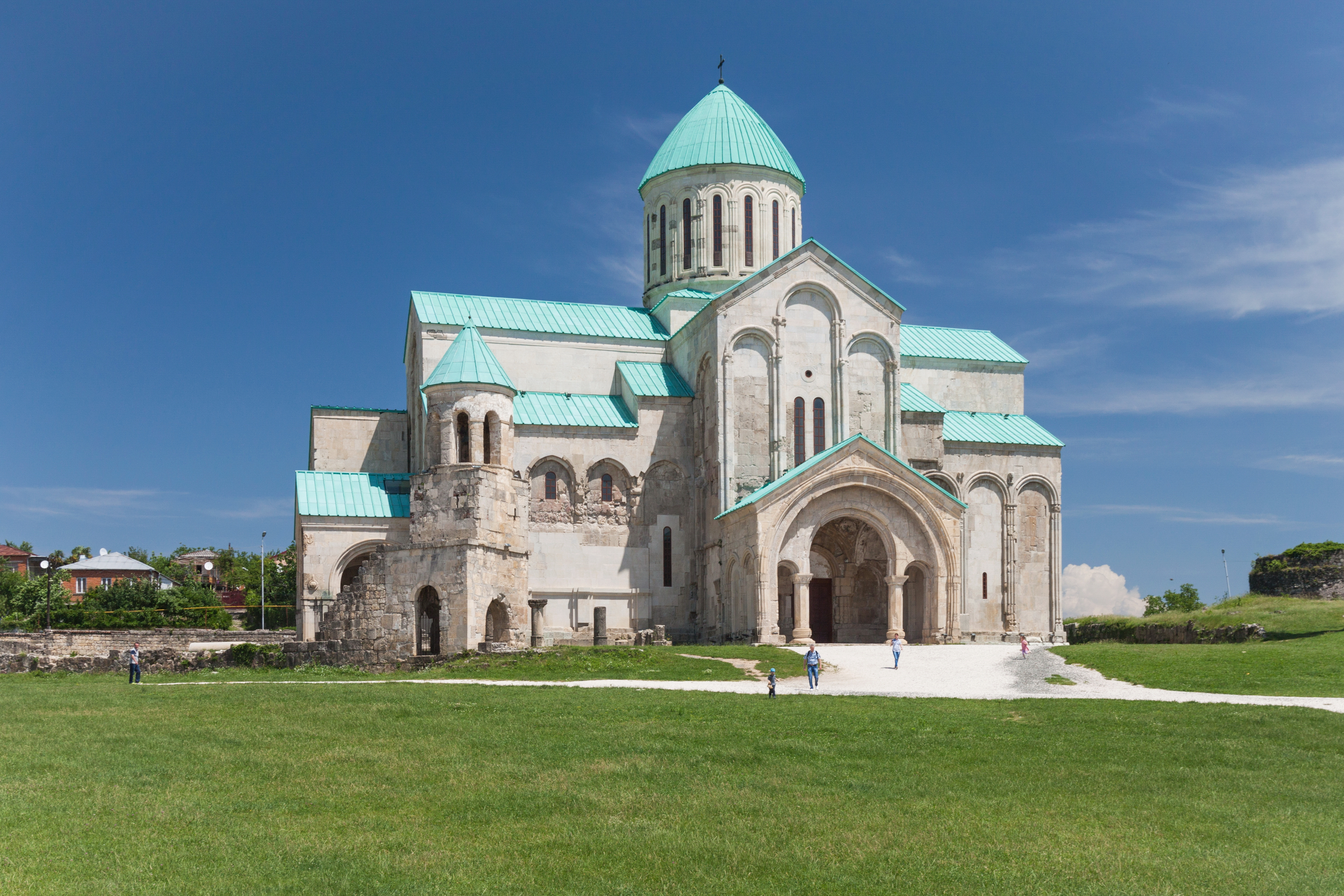
Katedrála Bagrati

Klášter Gelati z 12. století byl zapsán na seznam Světového dědictví UNESCO. Stejné cti se dostalo Katedrále Bagrati v Kutaisi. Zápisu se dočkal i Klášter Džvari, spolu s dalšími památkami ve městě Mccheta, včetně například Kláštera Samtavro nebo Katedrály Sveticchoveli. K architektonickým unikátům patří i jeskynní klášterní město Vardzia nebo Klášter sv. Davida z Garedži. Katedrála Nejsvětější Trojice v Tbilisi je největší chrám v Gruzii a rovněž třetí největší východní ortodoxní katedrála na světě. Sídlí v ní patriarcha Gruzínské pravoslavné církve, před jejím dokončením v roce 2004 sídlil v Katedrále Sioni. Ze sakrálních staveb mimo velká města lze zmínit Kostel Nejsvětější Trojice v Gergeti nebo Katedrálu svatého Ondřeje v Picundě (Abcházie). Z fortifikačních staveb patří k nejvzácnějším Pevnost Narikala.

### Film

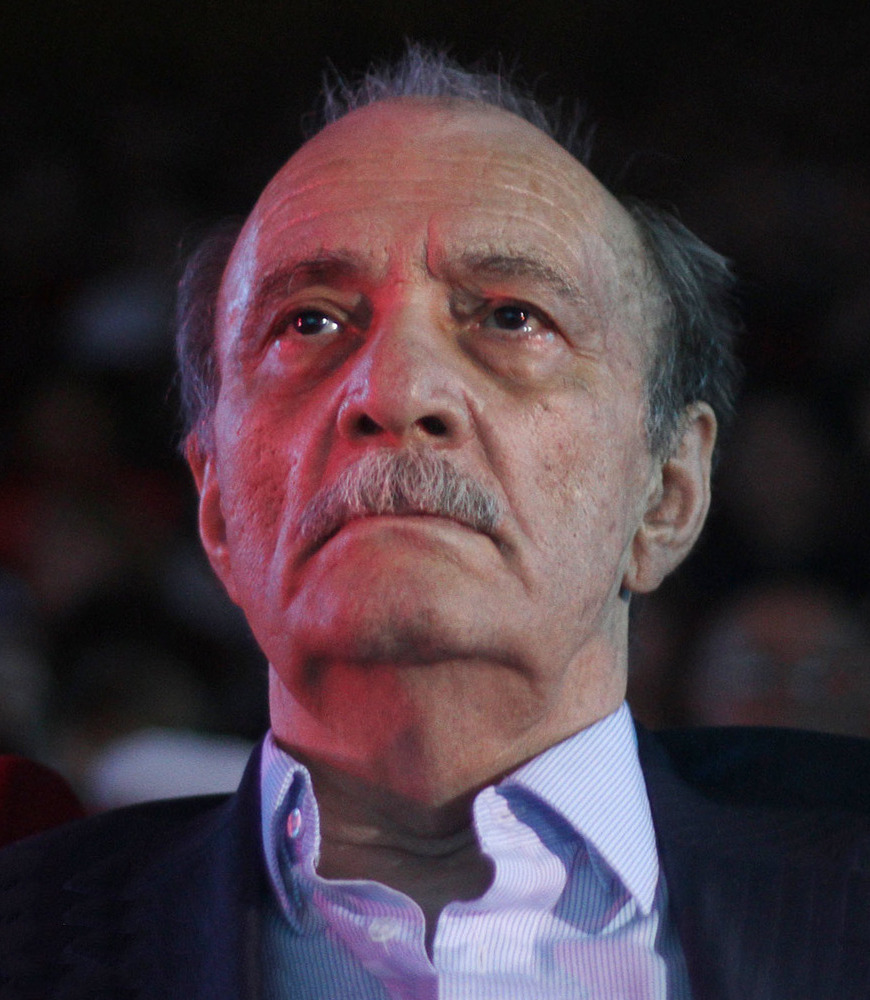
Georgij Danělija

V sovětském filmu se prosadili filmoví režiséři Tengiz Abuladze, Vachtang Kikabidze, Georgij Danělija nebo Michail Kalatozov, tvůrce slavného snímku Jeřábi táhnou, který vyhrál v roce 1958 Zlatou palmu na festivalu v Cannes. V 60. letech vnesl do sovětské kinematografie nový vítr režisér Marlen Chucijev (zejm. Je mi 20 let a Červencový déšť), sovětské úřady ho nicméně přinutily se v 70. letech umělecky odmlčet. V éře samostatnosti po roce 1991 patří k nejvýraznějším filmařům Nana Džordžadzeová, jejíž film Tisíc a jeden recept zamilovaného kuchaře, s Pierrem Richardem v hlavní roli, se roku 1997 stal prvním gruzínským snímkem nominovaným na Oscara za nejlepší cizojazyčný film. Tento úspěch dokázal zopakovat v roce 2015 Zaza Urušadze se svým filmem Mandarinky. Ve Francii působil režisér Otar Ioseliani. Jako múza arménského režiséra Sergeje Paradžanova (jinak rodáka z Tbilisi) proslula gruzínská herečka Sofiko Čiaureliová (zejm. Barva granátového jablka). Mimořádné popularity dosáhla také Leila Abašidze, zvaná někdy "sovětská Mary Pickfordová". Herec Micheil Gelovani proslul svými ztvárněními Stalina, hrál ho v patnácti sovětských filmech.

### Kuchyně

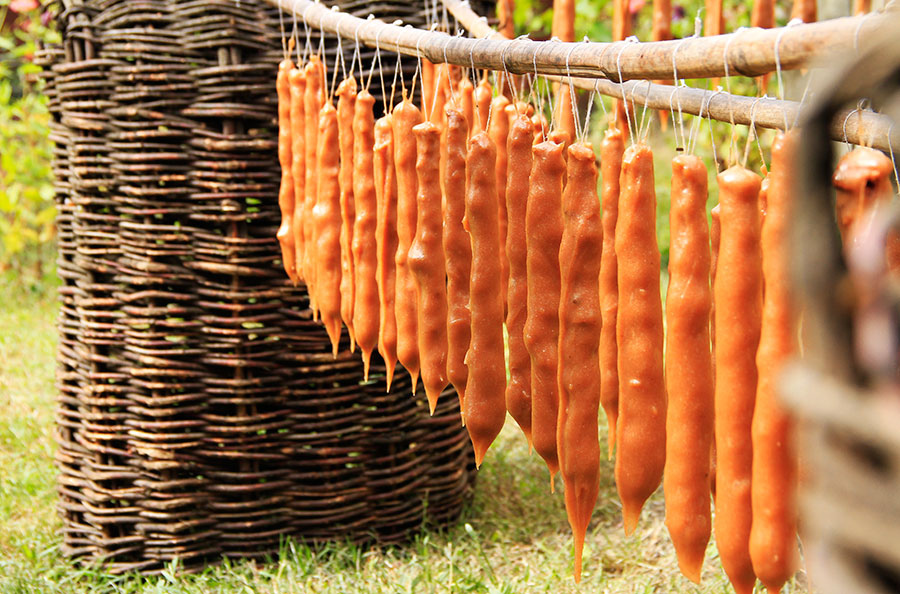
Čurčchela

Gruzínská kuchyně je známá tím, že hojně používá vlašské ořechy. Ořechy na provázku namočené ve směsi vinné šťávy a mouky se nazývají čurčchela. Vlašské ořechy se přidávají i do fazolového pokrmu zvaného lobio. Oblíbené jsou v Gruzii také kuličky ze zeleniny a vlašských ořechů zvané pkhali. Gruzínskou specialitou je také chačapuri, jakási miska z těsta plněná sýrem a vajíčkem. Nejoblíbenějšími polévkami jsou chaš a charčo, která je specifická tím, že se do ní přidává pasta tkemali. Ta se připravuje z alyči, což jsou plody myrobalánu. Často se jí ochucuje také šašlik, kavkazská verze kebabu, která je v Gruzii oblíbená stejně jako na celém Kavkaze. Kromě tkemali je originálním místním dochucovadlem adžika, kořenící směs obsahující česnek, koriandr, papriku, chmeli-suneli, kopr a sumah. V Gruzii se vyrábí přes 250 druhů sýra. Mezi nejznámější patří rychle zrající sýr nakládaný do slaného láku zvaný sulguni, tradiční sýr niťovité struktury tenili nebo horský sýr guda. Mezi populární nealkoholické nápoje patří tarchun. Velkou tradici má gruzínské vinařství, prastará metoda přípravy gruzínského vína byla zapsána do seznamu nehmotného světového kulturního dědictví UNESCO. Legendární jsou gruzínské koňaky alias "gruziňáky". Pravý gruziňák se nevyrábí z obilného lihu, ale z tradičních odrůd hroznového vína.

### Sport

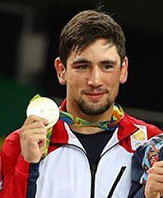
Vladimer Chinčegašvili

Na olympijských hrách je samostatná Gruzie úspěšná především v bojových a silových sportech. Zlatou olympijskou medaili v judu získal Laša Šavdatuašvili, Zurab Zviadauri, Irakli Cirekidze a Laša Bekauri, v zápase Vladimer Chinčegašvili, Manučar Kvirkvelia a Revaz Mindorašvili. 

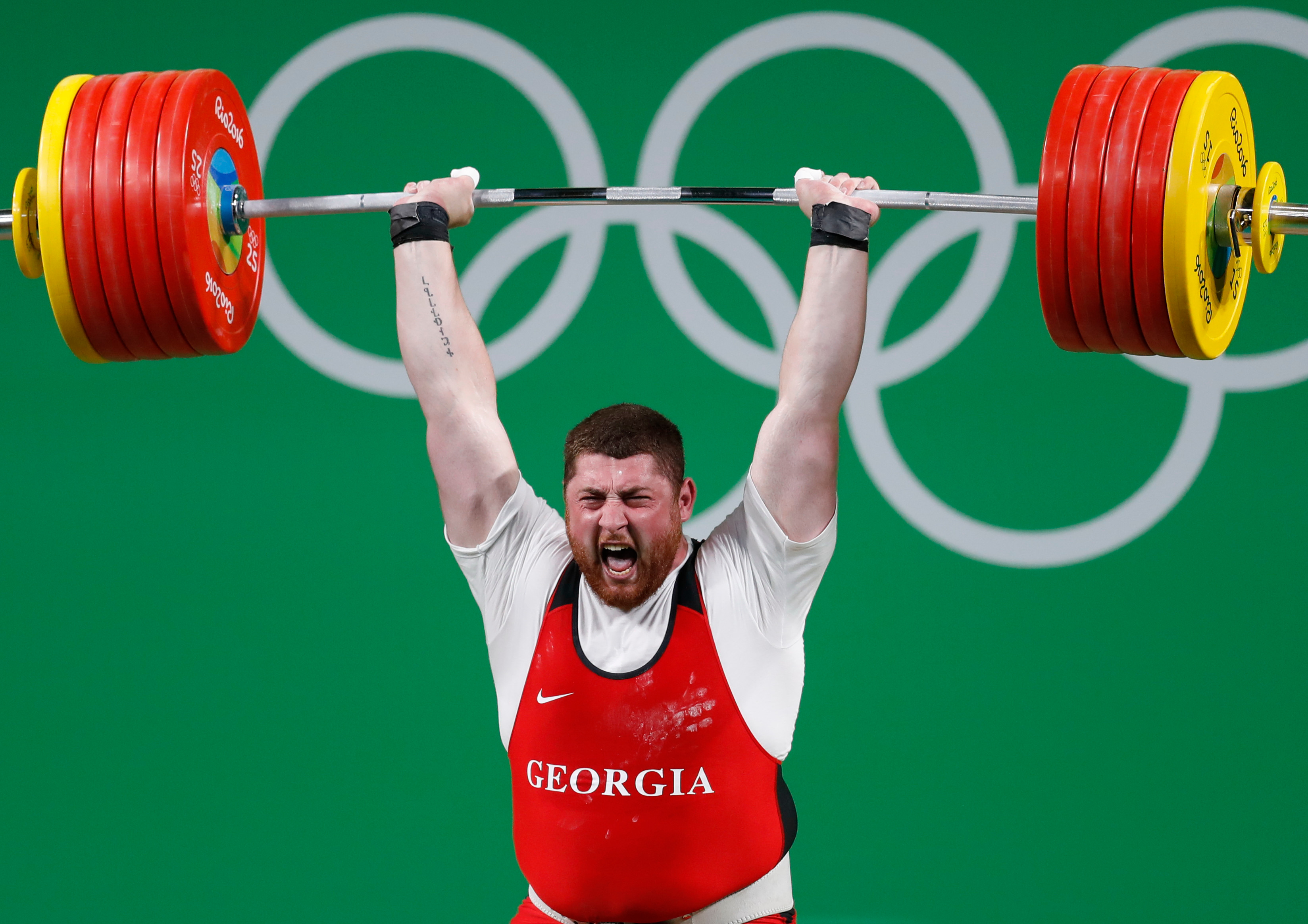
Vzpěrač Laša Talachadze v Riu 2016

Zlato vybojovali i dva vzpěrači, roku 2004 Giorgi Asanidze a v roce 2016 Laša Talachadze. Ten svůj triumf na hrách v Tokiu roku 2021 zopakoval, navíc v novém světovém rekordu. Ještě v časech Sovětského svazu zlato ze závodu ve skoku vysokém přivezl z římské olympiády Robert Šavlakadze, v lukostřelbě ho získala Ketevan Losaberidzeová, ve střelbě Nino Salukvadzeová, legendární trojskokan Viktor Sanějev sesbíral dokonce tři olympijská zlata, ze zápasníků si olympijský triumf připsali Davit Chachaleišvili, Arsen Mekokišvili, Mirian Calkalamanidze, Givi Kartozija, Avtandil Koridze, Roman Rurua, Levan Tedyjašvili či Vachtang Blagidze, z judistů Šota Čočišvili nebo Šota Chabareli.
Gruzínská úspěšnost v zápase na OH není náhodná, zápas má v Gruzii starou tradici a mnozí historikové se domnívají, že klasický řecko-římský zápas byl v časech Římského impéria ovlivněn řadou gruzínských prvků, s nimiž se římští kolonizátoři v Ibérii setkali.
V zemi je také dosti populární basketbal, řada hráčů se prosadila ve významných ligách, např. Tornike Šengelia, Nikoloz Ckitišvili a zvláště Zaza Pačulija, dvojnásobný vítěz severoamerické NBA s Golden State Warriors. Již za časů Sovětského svazu byla řada jeho reprezentantů v košíkové Gruzínci – trojnásobný mistr Evropy Otar Korkia či olympijští vítězi Micheil Korkia a Zurab Sakandelidze. Dinamo Tbilisi vyhrálo v roce 1962 nejprestižnější klubovou basketbalovou soutěž Evropy, tehdejší Pohár mistrů (dnes Euroliga).

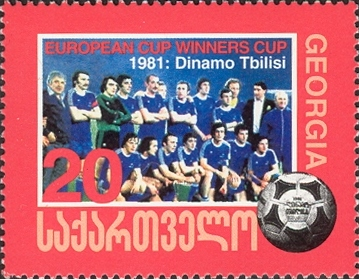
Dinamo Tbilisi, vítěz PVP 1981

Největším úspěchem samostatné Gruzie ve fotbale je postup její reprezentace na mistrovství Evropy roku 2024. Ale již v 60. až 80. letech měla silnou fotbalovou generaci, která se prosadila v dresu SSSR a také na klubové úrovni – Dinamo Tbilisi vyhrálo v sezóně 1980/1981 Pohár vítězů pohárů. K největším osobnostem této generace patřil Alexandr Čivadze (nejlepší fotbalista SSSR roku 1980), Ramaz Šengelia (nejlepší fotbalista SSSR 1978 a 1981), Micheil Meschi, Slava Metreveli a Givi Čocheli (všichni tři mistři Evropy 1960), Revaz Dzodzuašvili (stříbro z mistrovství Evropy 1972) či Murtaz Churcilava, který byl roku 2003 vyhlášen nejlepším gruzínským fotbalistou posledních padesáti let.
Legendárním šachistou byl Tigran Petrosjan. Finalistou Wimbledonu byl tenista Alex Metreveli, zisk titulu mu zhatil v roce 1973 Jan Kodeš.
Populární je v zemi také ragby. Místní lidovou hrou podobnou ragby je lelo burti.

### Věda

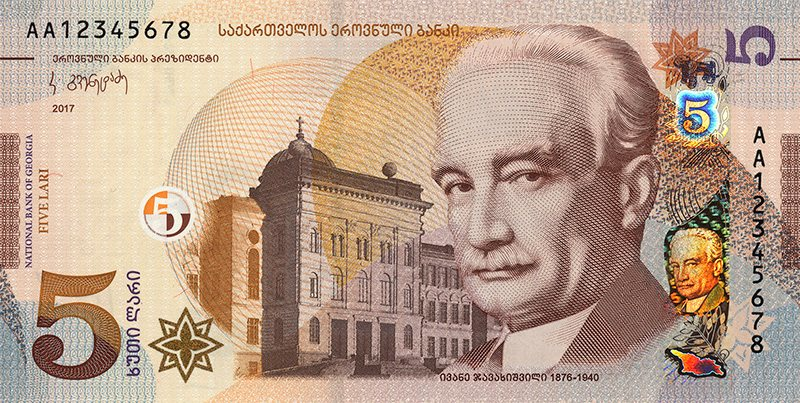
Ivane Džavachišvili na gruzínské bankovce

Významným raně křesťanským filozofem a tvůrcem křesťanského novoplatonismu byl Petr Iberský. K nejznámějším moderním gruzínským vědcům patří kontroverzní lingvista Nikolaj Marr. Mnohem uznávanější je dnes ovšem historik a lingvista Ivane Džavachišvili, který sehrál roli i v pokusu o zisk samostatnosti Gruzie po první světové válce. Tbiliská univerzita dnes nese Džavachišviliho jméno. Tamaz Gamkrelidze byl významným lingvistou a orientalistou, prezidentem Gruzínské akademie věd v letech 2005–2013. Základy gruzínské psychologie položil Dimitrij Nikolajevič Uznadze. Nejuznávanějším gruzínským matematikem byl Ilia Vekua.